# Alto impero romano
L'Alto impero romano è il primo periodo dell'impero romano e va dalla fine della guerra civile nel 31 a.C. fino alla presa di potere di Diocleziano nel 284.
Al suo apice nel 117, sotto Traiano, si estendeva per 5,0 milioni di km², includendo gli stati vassalli e i regni clienti, risultando il secondo impero più vasto del suo tempo dopo l'impero Han orientale nel II secolo. L'esatta misura della superficie governata da questo potente impero in realtà non è certa, a causa della mancanza di dati precisi, di dispute territoriali e della presenza di stati clienti il cui rapporto nei confronti di Roma non è sempre chiaro. Gli storici hanno dunque proposto diverse stime comprese tra 4,4 e 5,0 milioni di km², includendo gli stati clienti.

## Civiltà romana
Per ogni aspetto della società tardo-romana (es.forma di governo, diritto, religione, economia, cultura letteraria, artistica, ecc.) si rimanda alla voce Civiltà romana; riguardo invece agli aspetti militari, si rimanda alla voce Storia delle campagne dell'esercito romano in età alto-imperiale.

## Cronologia dei principali eventi politici alto-imperiali (31 a.C. - 284)

### Augusto

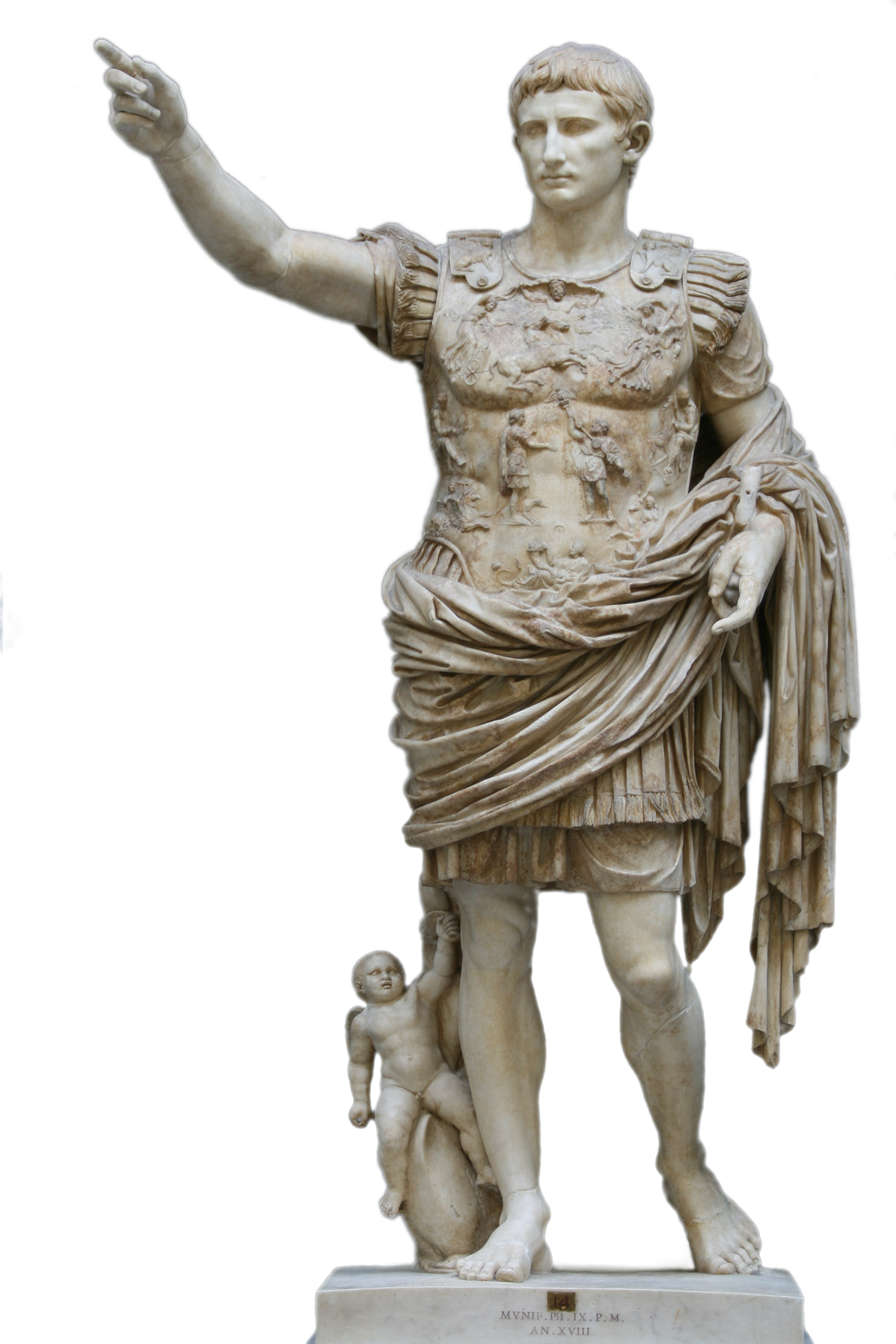
Augusto, fondatore dell'impero romano.

L'età di Augusto rappresentò un momento di svolta nella storia di Roma e il definitivo passaggio dal periodo repubblicano al principato. La rivoluzione dal vecchio al nuovo sistema politico contrassegnò anche la sfera economica, militare, amministrativa, giuridica e culturale.
Quando infatti la Repubblica romana (509 a.C. - 31 a.C.) era ormai preda di una crisi istituzionale irreversibile, Gaio Giulio Cesare Ottaviano, pronipote di Giulio Cesare e da lui adottato, rafforzò la sua posizione con la sconfitta del suo unico rivale per il potere, Marco Antonio, nella battaglia di Azio. Anni di guerra civile avevano lasciato Roma quasi senza legge. Essa, tuttavia, non era ancora del tutto disposta ad accettare il controllo di un despota.
Ottaviano agì astutamente. Per prima cosa sciolse il suo esercito ed indisse le elezioni. Ottenne, in tal modo, la prestigiosa carica di console. Nel 27 a.C., restituì ufficialmente il potere al Senato di Roma, e si offrì di rinunciare alla sua personale supremazia militare ed egemonia sull'Egitto. Non solo il Senato respinse la proposta, ma gli fu anche dato il controllo della Spagna, della Gallia e della Siria. Poco dopo, il Senato gli concesse anche l'appellativo di "Augusto".
Augusto sapeva che il potere necessario per un governo assoluto non sarebbe derivato né dalla dittatura, messa fuori legge da Antonio nel 44 a.C., né dal consolato. Nel 23 a.C. rinunciò a questa carica, ma si assicurò il controllo effettivo, assumendo alcune "prerogative" legate alle antiche magistrature repubblicane. Gli fu, innanzitutto, garantita a vita la tribunicia potestas, legata in origine alla magistratura dei tribuni della plebe, che gli permetteva di convocare il Senato, di decidere, porre questioni avanti ad esso, porre il veto alle decisioni di tutte le magistrature repubblicane e di fruire della sacrale inviolabilità della propria persona. Ricevette, inoltre, l'imperium proconsolare maximo, ossia il comando supremo su tutte le milizie in tutte le provincie (questa era una delle prerogativa del proconsole nella regione di sua competenza). Il conferimento da parte del Senato di queste due prerogative gli dava autorità suprema in tutte le questioni riguardanti il governo del territorio. Il 27 a.C. e il 23 a.C. segnano le principali tappe di questa vera e propria riforma costituzionale, con la quale si considera che Augusto assumesse concretamente i poteri propri di imperatore di Roma. Egli tuttavia fu solito usare titoli quali "Principe" o "Primo Cittadino".
Con i nuovi poteri che gli erano stati conferiti, Augusto riorganizzò l'amministrazione dell'impero negli oltre quarant'anni di principato, introducendo riforme d'importanza cruciale per i successivi tre secoli:
- riformò il cursus honorum di tutte le principali magistrature romane, ricostruendo la nuova classe politica e aristocratica, e formando una nuova classe dinastica;
- riordinò il nuovo sistema amministrativo provinciale anche grazie alla creazione di numerose colonie e municipi che favorirono la romanizzazione dell'intero bacino del Mediterraneo;
- riorganizzò le forze armate di terra (con l'introduzione di milizie specializzate per la difesa e la sicurezza dell'Urbe, come le coorti urbane, i vigiles e la guardia pretoriana) e di mare (con la formazione di nuove flotte in Italia e nelle provincie);
- riformò il sistema di difese dei confini imperiali, acquartierando in modo permanente legioni e auxilia in fortezze e forti lungo l'intero limes;
- fece di Roma una città monumentale con la costruzione di numerosi nuovi edifici, avvalendosi di un collaboratore come Marco Vipsanio Agrippa;
- favorì la rinascita economica e il commercio, grazie alla pacificazione dell'intera area mediterranea, alla costruzione di porti, strade, ponti e ad un piano di conquiste territoriali senza precedenti,[11] che portarono all'erario romano immense e insperate risorse (basti pensare al tesoro tolemaico o al grano egiziano, alle miniere d'oro dei Cantabri o quelle d'argento dell'Illirico);
- promosse una politica sociale più equa verso le classi meno abbienti, con continuative elargizioni di grano e la costruzione di nuove opere di pubblica utilità (come terme, acquedotti e fori);
- diede nuovo impulso alla cultura, grazie anche all'aiuto di Mecenate.
- introdusse una serie di leggi a protezione della famiglia e del mos maiorum chiamate Leges Iuliae.
- riordinò il sistema monetario (23-15 a.C.), che rimase praticamente immutato per due secoli.

Fu un maestro nell'arte della propaganda, favorendo il consenso dei cittadini alle sue riforme. La pacificazione delle guerre civili fu celebrata come una nuova età dell'oro dagli scrittori e poeti contemporanei, come Orazio, Livio e soprattutto Virgilio. La celebrazione di giochi ed eventi speciali rafforzavano la sua popolarità.
Il controllo assoluto dello Stato gli permise di indicare il suo successore, nonostante il formale rispetto della forma repubblicana. Inizialmente si rivolse al nipote Marco Claudio Marcello, figlio della sorella Ottavia, al quale diede in sposa la figlia Giulia maggiore. Marcello morì tuttavia nel 23 a.C.: alcuni degli storici successivi ventilarono l'ipotesi, probabilmente infondata, che fosse stato avvelenato da Livia Drusilla, moglie di Augusto.
Augusto maritò quindi la figlia alla sua "mano destra", Agrippa. Da questa unione nacquero tre figli: Caio Cesare, Lucio Cesare e Postumo (così chiamato perché nato dopo la morte del padre). I due maggiori furono adottati dal nonno con l'intento di farne i suoi successori, ma morirono anch'essi in giovane età. Augusto mostrò anche favore per i suoi figliastri (figli del primo matrimonio di Livia) Tiberio e Druso, che conquistarono a suo nome nuovi territori nel nord.
Dopo la morte di Agrippa nel 12 a.C., il figlio di Livia, Tiberio, divorziò dalla prima moglie, figlia di Agrippa e ne sposò la vedova, Giulia. Tiberio fu chiamato a dividere con l'imperatore la tribunicia potestas, che era fondamento del potere imperiale, ma poco dopo si ritirò in esilio volontario a Rodi. Dopo la morte precoce di Caio e Lucio nel 4 e 2 a.C. rispettivamente, e la precedente morte del fratello Druso maggiore (9 a.C.), Tiberio fu richiamato a Roma e venne adottato da Augusto, che lo designava in tal modo proprio erede.
Il 9 agosto 14, Augusto morì. Poco dopo il Senato decretò il suo inserimento fra gli dei di Roma. Postumo Agrippa e Tiberio erano stati nominati coeredi. Tuttavia Postumo era stato esiliato e venne ben presto ucciso. Si ignora chi avesse ordinato la sua morte, ma Tiberio ebbe la via libera per assumere lo stesso potere che aveva avuto il padre adottivo.

### La dinastia giulio-claudia (27 a.C. - 68)
Con dinastia giulio-claudia si indica la serie dei primi cinque imperatori romani, che governarono l'impero dal 27 a.C. al 68, quando l'ultimo della linea, Nerone, si suicidò, si dice, aiutato da un liberto. Viene così chiamata dal nomen (il nome di famiglia) dei primi due imperatori: Gaio Giulio Cesare Ottaviano (l'imperatore Augusto), adottato da Cesare e dunque membro della famiglia Giulia (gens Giulia) e Tiberio Claudio Nerone (l'imperatore Tiberio figlio di primo letto di Livia, moglie di Augusto), appartenente per nascita alla famiglia Claudia (gens Claudia). Gli imperatori della dinastia furono: Augusto (27 a.C. – 14), Tiberio (14 – 37), Caligola (37 – 41), Claudio (41 – 54) e Nerone (54 – 68).

#### Tiberio

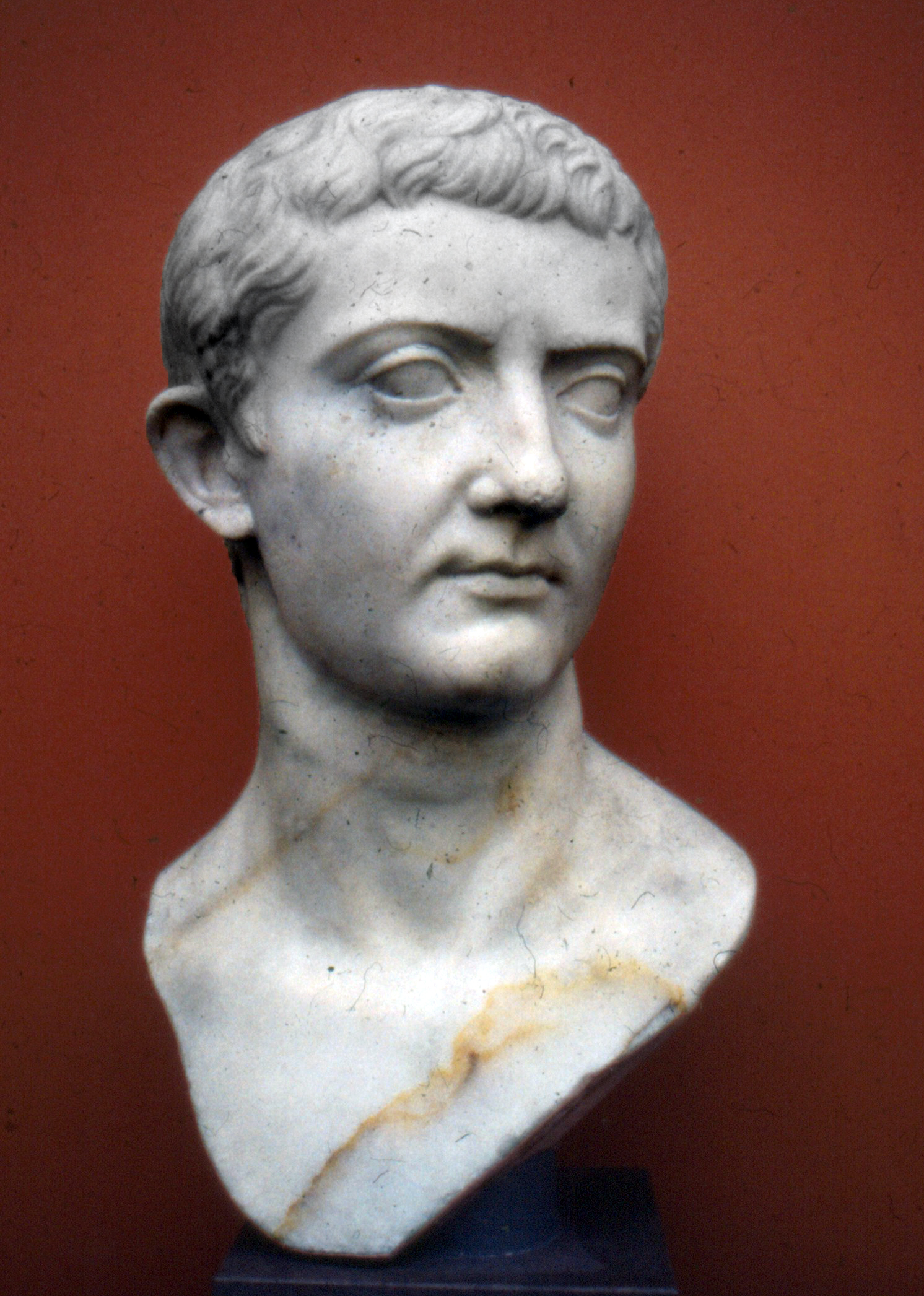
Busto di Tiberio conservato alla Ny Carlsberg Glyptotek di Copenaghen.

Discendente della gens Claudia, alla nascita ebbe il nome di Tiberio Claudio Nerone (Tiberius Claudius Nero). Fu adottato da Augusto nel 4, ed il suo nome mutò in Tiberio Giulio Cesare (Tiberius Iulius Caesar); alla morte del padre adottivo, il 19 agosto 14, ottenne il nome di Tiberio Giulio Cesare Augusto (Tiberius Iulius Caesar Augustus) e poté succedergli ufficialmente nel ruolo di princeps, sebbene già dall'anno 12 fosse stato associato nel governo dell'impero.
In gioventù Tiberio si distinse per il suo talento militare conducendo brillantemente numerose campagne lungo i confini settentrionali dell'impero e in Illirico. Dopo un periodo di volontario esilio sull'isola di Rodi, rientrò a Roma nel 4 e condusse altre spedizioni in Illirico e in Germania, dove pose rimedio alle conseguenze della battaglia di Teutoburgo. I primi anni del regno di Tiberio furono pacifici e relativamente tranquilli. Tiberio consolidò il potere di Roma e assicurò la ricchezza e la prosperità dell'Urbe e del suo Stato. Adottò Germanico, figlio di Druso, suo fratello, e lo inviò in una spedizione contro i Germani, grazie alla quale suo nipote acquistò gran popolarità presso i propri soldati e l'opinione pubblica romana. Più tardi Tiberio lo spedì in Oriente per combattere contro i Parti (18), ma l'anno successivo, ad Antiochia, Germanico morì in circostanze mai del tutto chiarite. Gneo Calpurnio Pisone, uomo di fiducia di Tiberio che lo aveva imposto come consigliere al generale, fu sospettato da taluni di averlo fatto avvelenare. Questo fu anche il convincimento di Germanico prima di spirare. Lo stesso imperatore fu ritenuto in qualche modo responsabile di avere provocato la morte del nipote, avendogli posto al fianco un uomo a lui ostile come Pisone. Nel 23 Tiberio perse anche suo figlio, Druso minore.
Dopo la morte di Germanico e di Druso l'imperatore iniziò a ritirarsi sempre più in sé stesso, convinto di aver perso i favori del popolo e di essere circondato da persone che cospiravano contro di lui. Vennero istruiti una serie di processi ed eseguite un certo numero di condanne a morte per tradimento. Nel 26 Tiberio si ritirò nella propria villa di Capri, lasciando il potere nelle mani del comandante della guardia pretoriana, Elio Seiano, che portò avanti le persecuzioni. Anch'egli iniziò a consolidare il proprio potere e nel 31 fu nominato console insieme a Tiberio, che gli concesse in sposa sua nipote Livilla. Nello stesso anno l'imperatore scoprì una congiura che Seiano sembrava avesse ordito contro di lui e lo mise a morte insieme a molti dei suoi amici. Le persecuzioni non si arrestarono che alla scomparsa di Tiberio, avvenuta nel 37 a Capo Miseno.

#### Caligola
| Gaio Giulio Cesare Claudiano Germanico: denario                                                                      | Gaio Giulio Cesare Claudiano Germanico: denario       |
| --- | ----------------------------------------------------- |
| |                                                       |
| GERMANICVS CAESAR P(ater) C(aius) CAES AVG GERM, busto del padre Germanico;                                          | C CAESAR GERM P M TR POT, testa di Caligola laureata. |
| 18 mm, 3.58 g, coniato nel 37/41 da Caligola in ricordo delle imprese militari del padre Germanico degli anni 14-16. |                                                       |

Al momento della morte di Tiberio, molti dei personaggi che avrebbero potuto succedergli erano stati brutalmente uccisi. Il successore più logico (scelto anche da Tiberio) era Gaio (meglio conosciuto col nome di Caligola, per la sua abitudine di portare particolari sandali chiamati caligae), suo pronipote e figlio di Germanico. Caligola iniziò il regno ponendo fine alle persecuzioni e bruciando gli archivi dello zio. Sfortunatamente, però, cadde presto malato: gli storici successivi, probabilmente alterando in parte la verità, riportano una serie di suoi atti insensati che avrebbero avuto luogo a partire dalla fine del 37. Pare, ad esempio, che avesse ordinato ai suoi soldati di invadere la Britannia, ma che avesse cambiato parere all'ultimo minuto, mandandoli invece a raccogliere conchiglie sulla riva del mare. Venne inoltre accusato di intrattenere rapporti incestuosi con le proprie sorelle. Celebre è anche la sua presunta decisione di nominare senatore un suo cavallo. Il suo ordine di erigere nel tempio di Gerusalemme una statua che lo raffigurasse, sebbene fosse di normale amministrazione nelle province orientali (in cui il culto riservato al sovrano aveva funzione di collante istituzionale), scatenò l'opposizione degli Ebrei. Nel 41, Caligola cadde vittima di una congiura, assassinato dal comandante dei pretoriani Cassio Cherea. L'unico membro rimasto della famiglia imperiale era un altro nipote di Tiberio: Tiberio Claudio Druso Nerone Germanico, meglio noto come Claudio.

#### Claudio

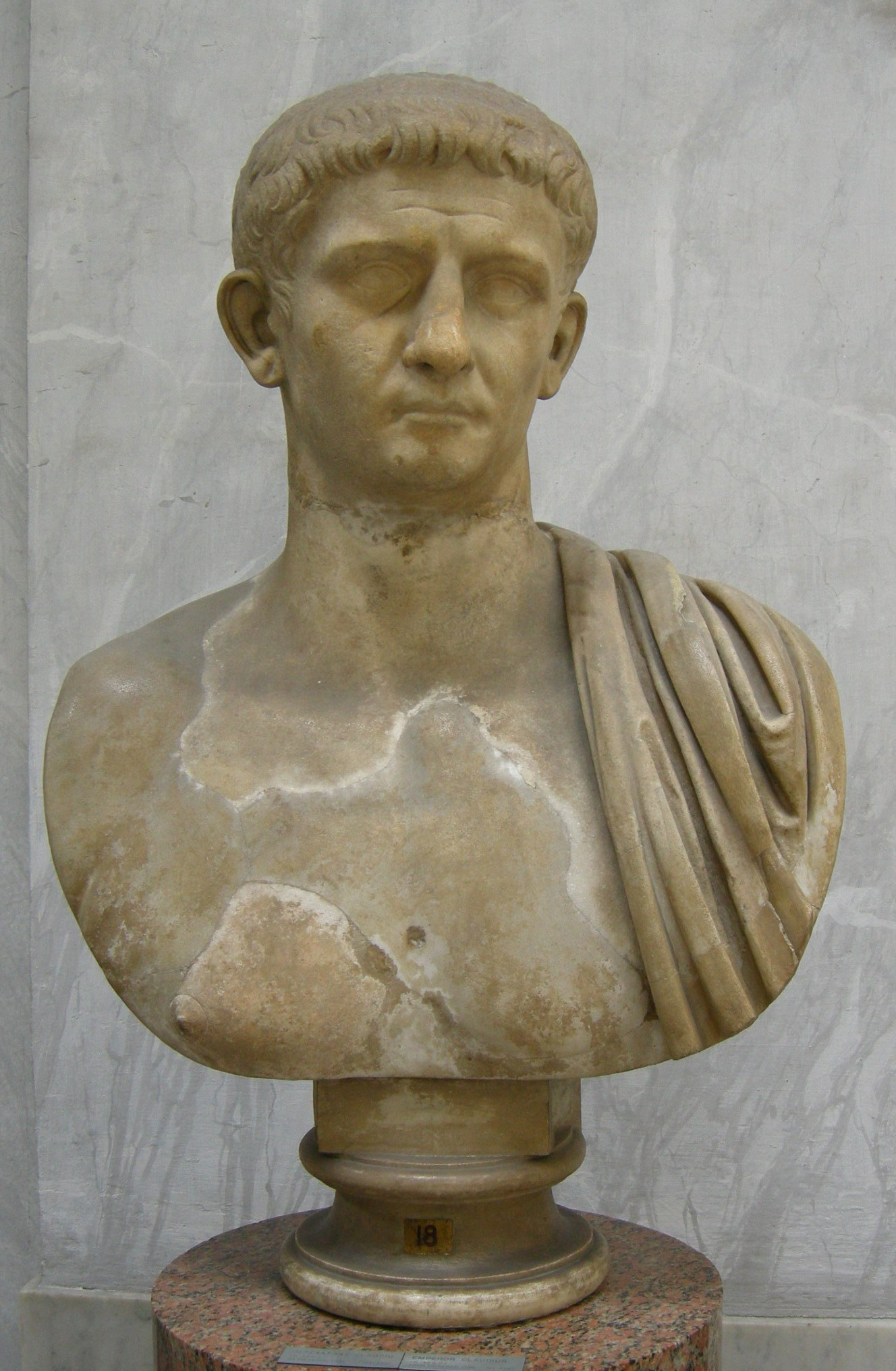
Busto dell'Imperatore Claudio.

Claudio era stato a lungo considerato un debole ed un pazzo dal resto della famiglia. E tale fama, alla quale contribuì anche lo scrittore Tacito, gli rimase per tradizione. Egli non fu tuttavia né paranoico come lo zio Tiberio, né pazzo come il nipote Caligola, e fu invece capace di amministrare con responsabile capacità. Riorganizzò la burocrazia e mise ordine nella cittadinanza e nei ruoli senatoriali. Proseguì la conquista e colonizzazione della Britannia, creando nel 43 la nuova provincia, ed aggiunse all'impero molte province orientali. In Italia costruì un porto invernale ad Ostia, creando magazzini per accumulare granaglie e cereali provenienti da altre parti dell'impero e da usare nella cattiva stagione.
Sul fronte familiare, Claudio ebbe meno successo. La moglie Messalina lo tradiva e fu quindi messa a morte; successivamente sposò la nipote Agrippina. Questa, insieme con molti dei suoi liberti, aveva uno straordinario potere su di lui e probabilmente lo uccise nel 54. Claudio nello stesso anno fu inserito fra gli dei. La morte di Claudio spianò la strada al figlio di Agrippina, il sedicenne Lucio Domizio Enobarbo, che adottato da Claudio aveva preso il nome di Tiberio Claudio Nerone Domiziano, noto come Nerone.

#### Nerone

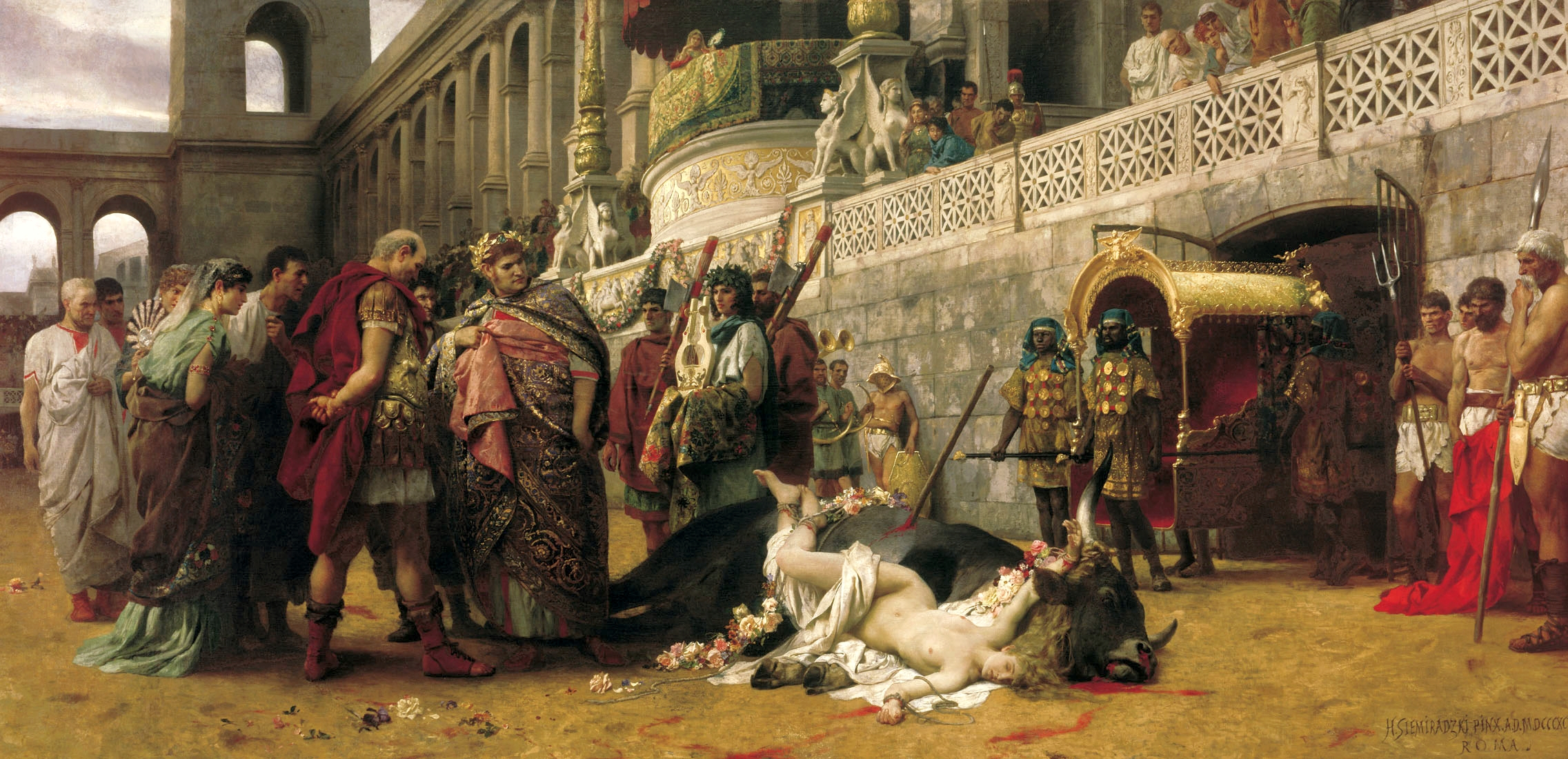
Una martire cristiana, olio su tela del pittore Henryk Siemiradzki, 1897, Varsavia, museo nazionale.

Inizialmente, Nerone lasciò il governo di Roma a sua madre ed ai suoi tutori tra cui il Prefetto del pretorio Sesto Afranio Burro, in particolare a sua madre e poi Seneca. Tuttavia, divenendo adulto, il suo desiderio di potere aumentò: fece giustiziare la madre ed i tutori. Durante il suo regno ci fu una serie di rivolte e ribellioni in tutto l'impero: in Britannia, Armenia, Partia e Giudea. L'incapacità di Nerone di gestire le ribellioni e la sua sostanziale incompetenza divennero rapidamente evidenti e nel 68, cosicché perfino la guardia Imperiale lo abbandonò. La sua immagine ci è stata tramandata dagli storici cristiani, come l'autore della prima persecuzione contro i cristiani, nonché responsabile del martirio di moltissimi cristiani e dei vertici della Chiesa Romana, cioè San Pietro e San Paolo. Nerone si suicidò, e l'anno 69 (noto come l'anno dei quattro Imperatori) fu un anno di guerra civile, con gli Imperatori Galba, Otone, Vitellio e Vespasiano al trono in rapida successione. Alla fine dell'anno, Vespasiano riuscì a consolidare il suo potere come Imperatore di Roma.

### I Flavi (69-96)
La dinastia Flavia fu la seconda dinastia imperiale romana, che detenne il potere dal 69 al 96. I Flavii Vespasiani erano una famiglia della classe media, d'origine modesta, giunta poi all'ordine equestre grazie alla militanza fedele nell'esercito, che giunse al potere quando Tito Flavio Vespasiano, generale degli eserciti d'oriente, prese il potere durante l'Anno dei quattro imperatori.

#### Vespasiano

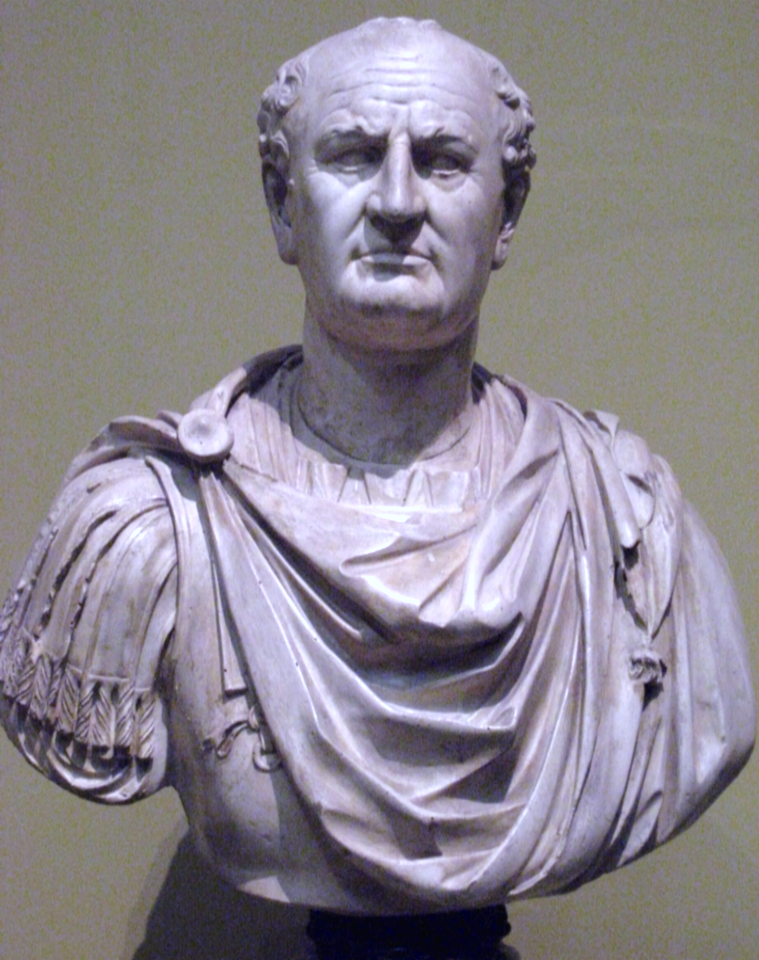
Vespasiano

Vespasiano era stato un generale romano di notevole successo ed aveva amministrato molte parti esterne dell'impero. Sua grande azione fu la repressione della rivolta in Giudea. Aveva sostenuto la candidatura imperiale di Galba; tuttavia alla sua morte, Vespasiano divenne il maggior aspirante al trono. Dopo il suicidio di Otone, Vespasiano riuscì a dirottare la fornitura invernale del grano per Roma, mettendosi in ottima posizione per sconfiggere l'ultimo rivale, Vitellio. Il 20 dicembre 69, alcuni sostenitori di Vespasiano occuparono Roma. Vitellio fu ucciso dalle sue truppe, ed il giorno successivo il Senato confermò Imperatore Vespasiano.
Fu un autocrate, ricevendo meno appoggio dal Senato dei suoi predecessori Giulio-Claudii. Questo è esemplificato dal fatto che lui stesso riferisce la sua salita al potere il 1º luglio quando fu proclamato Imperatore dalle truppe, invece del 21 dicembre quando fu confermato dal Senato. Egli volle, negli anni successivi, espellere i Senatori a lui contrari.
Liberò Roma dai problemi finanziari creati dagli eccessi di Nerone e dalle guerre civili. Aumentando le tasse in modo drammatico (talvolta più che raddoppiate), egli riuscì a raggiungere un'eccedenza di bilancio e a realizzare progetti di lavori pubblici. Egli fu il primo committente del Colosseo e costruì un Foro il cui centro era il Tempio della Pace.
Vespasiano fu inoltre effettivamente imperatore delle province. I suoi generali soffocarono ribellioni in Siria e Germania. Infatti in Germania riuscì ad allargare le frontiere dell'impero, e gran parte della Bretagna fu portata sotto il dominio di Roma. Inoltre estese la cittadinanza romana agli abitanti della Spagna.
Un altro esempio delle sue tendenze monarchiche fu la sua insistenza che gli succedessero i figli Tito e Domiziano; il potere imperiale non era visto allora come ereditario. Tito, che aveva avuto qualche successo militare all'inizio del regno di Vespasiano, fu visto come il supposto erede al trono; Domiziano era visto come meno disciplinato e responsabile. Tito affiancò il padre nei compiti di censore e console e lo aiutò nel riorganizzare i ruoli del Senato. Il 23 giugno 79, alla morte di Vespasiano, Tito fu immediatamente confermato imperatore.

#### Tito

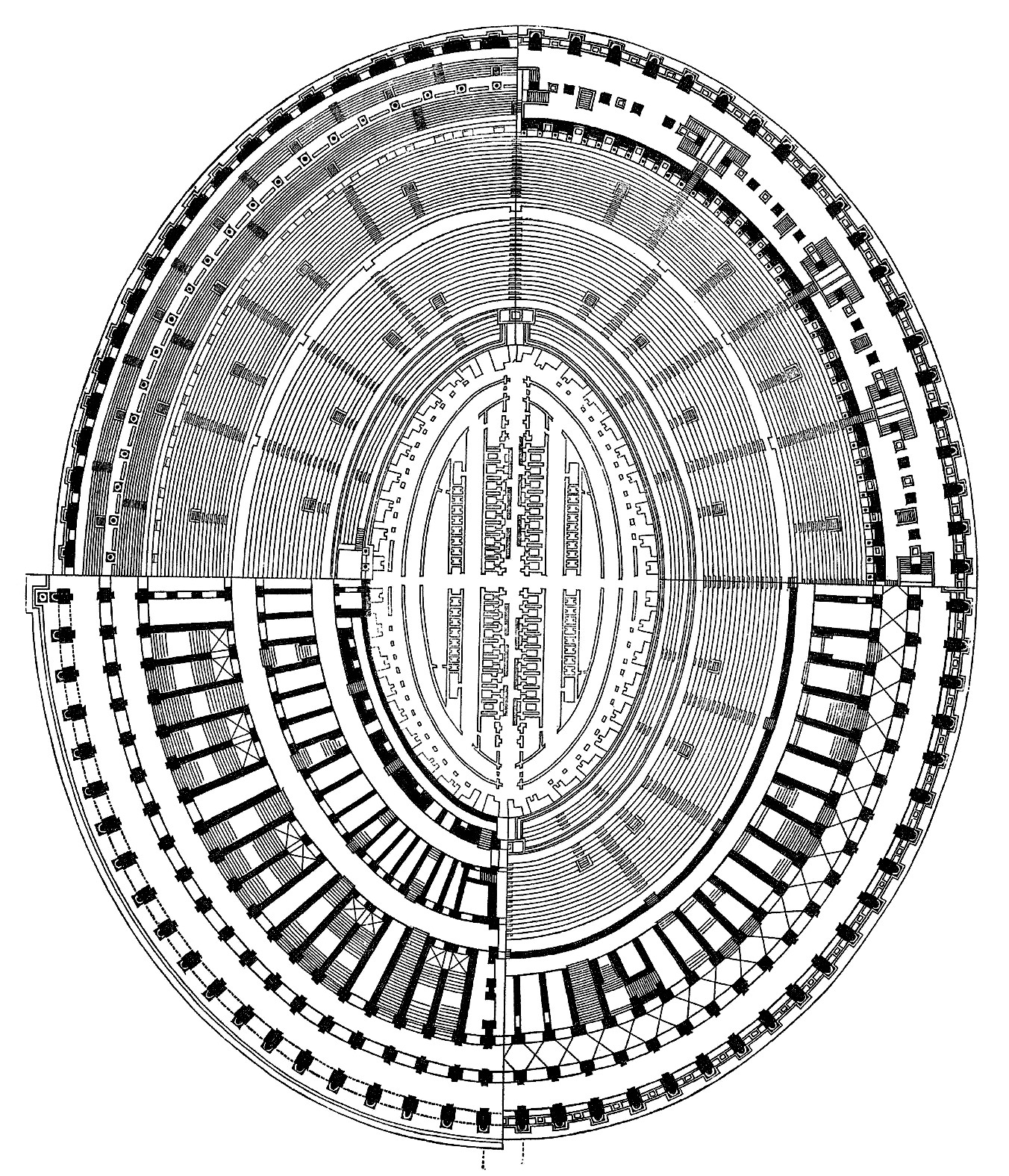
Pianta ricostruttiva dell'anfiteatro Flavio, simbolo di Roma e del potere imperiale ancora ai nostri giorni.

Il breve regno di Tito durato circa due anni fu segnato da numerosi disastri: nel 79 l'eruzione del Vesuvio distrusse Pompei ed Ercolano, e nell'80 un incendio distrusse gran parte di Roma. Nello stesso anno poi si diffuse una pestilenza. La sua generosità nella ricostruzione dopo le tragedie, lo rese molto popolare. Tuttavia il Colosseo fu completato solo durante il regno di Domiziano. Tito fu molto fiero dei suoi progressi nella costruzione del grande anfiteatro cominciato dal padre.
Egli tenne la cerimonia inaugurale nell'edificio non ancora terminato durante gli anni ottanta, con un grandioso spettacolo in cui si esibirono cento gladiatori e che durò cento giorni. Tito morì nell'81 a 41 anni e ci furono voci che fosse stato assassinato dal fratello Domiziano impaziente di succedergli.

#### Domiziano

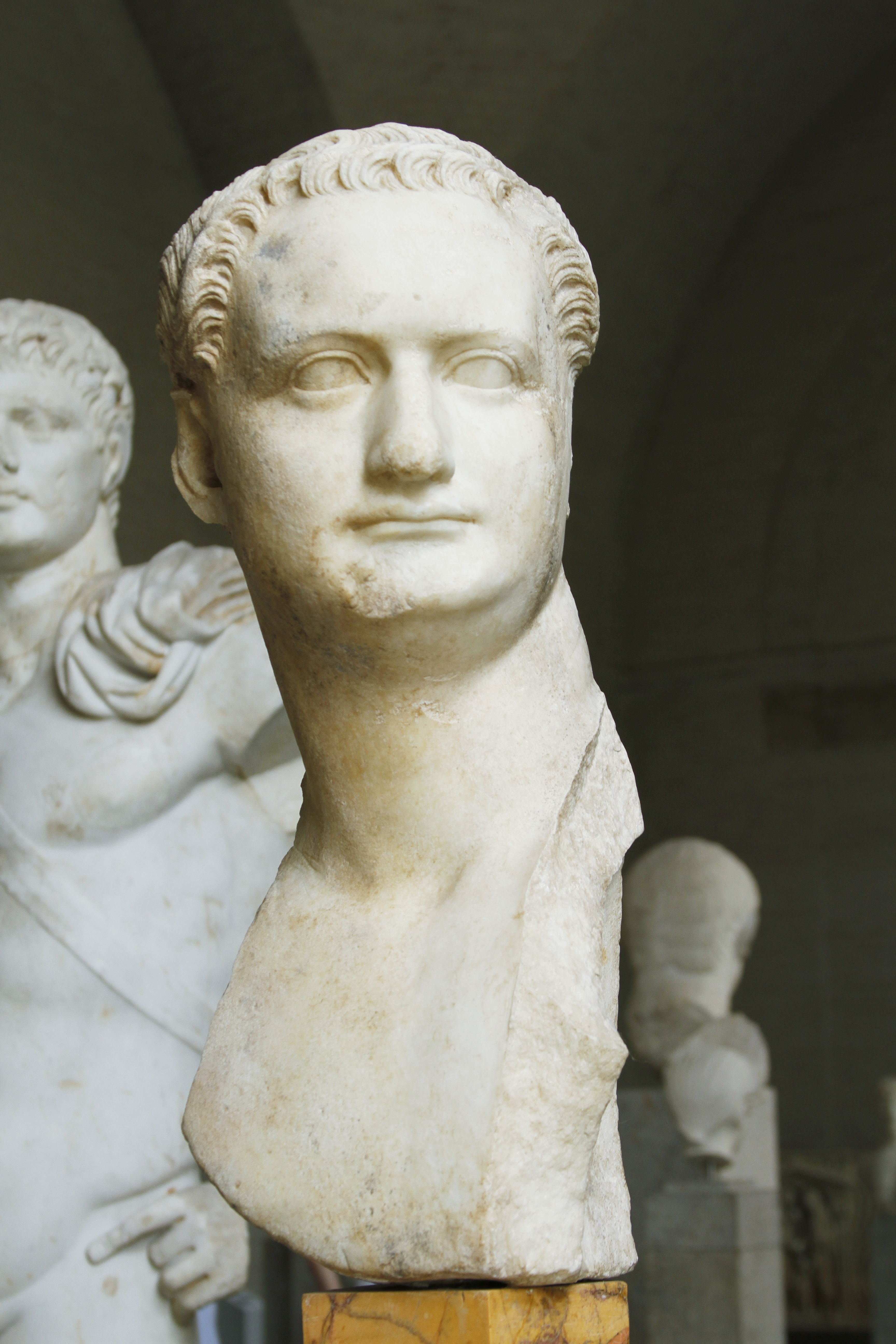
Busto di Domiziano.

Fu con Domiziano che i rapporti già tesi tra la dinastia flavia ed il senato si andarono sempre più logorando. Le cause di questo difficile sodalizio furono dapprima la divinizzazione del culto personale dell'imperatore secondo modalità tipicamente ellenistiche ed in seguito il divorzio dalla moglie Domizia, di estrazione senatoria. Fu buon amministratore, cercò di migliorare le condizioni economiche dei sudditi e abbellì Roma con una lunga stagione di lavori pubblici. Non mirò all'espansione dell'impero ma a difendere i confini costituendo gli agri decumates, territori colonizzati alle frontiere del Reno e della Rezia, rafforzandone le difese. Ottenne altri importanti successi militari grazie ai suoi generali: in Britannia, finita nell'84, contro la popolazione germanica dei Catti, in Dacia (85-89) contro il re dacico Decebalo. Nell'89 Domiziano dovette reprimere la ribellione di Antonino Saturnino a Magonza.
Si appoggiò sulla popolazione urbana, sui piccoli coltivatori e sull'esercito, comprendendo i difetti della diarchia di un governo diviso tra l'autorità dell'imperatore e di un Senato aristocratico geloso delle proprie prerogative ma incapace di governare. Si proclamò signore e dio, ma rimase nel solco della tradizionale cultura romana e non riuscì o non volle sciogliere il nodo della divisione dei poteri, pur ingaggiando un'aperta lotta con l'aristocrazia. Dopo la fallita insurrezione di Lucio Antonio Saturnino accentuò la repressione, instaurando un regime di terrore posto fine dal suo assassinio in un complotto del Senato. La parte finale del suo regno fu macchiata dalla condanna dei filosofi e, nel 95, dalla persecuzione contro i Cristiani. L'anno seguente Domiziano morì, vittima di una congiura.

### Imperatori adottivi (96-138)
Il periodo che va dalla fine del I alla fine del II secolo è caratterizzato da una successione non più dinastica, ma adottiva, basata sui meriti dei singoli scelti dagli imperatori come loro successori.
L'impero romano arrivò all'apice della sua potenza durante i principati di Traiano, Adriano, Antonino Pio e Marco Aurelio. Alla morte di quest'ultimo, il potere passò al figlio Commodo, che portò il principato verso una forma più autocratica e teocratica. Il potere delle istituzioni tradizionali si andò indebolendo e il fenomeno proseguì con i suoi successori, sempre più bisognosi dell'appoggio dell'esercito per governare. Il ruolo del Senato nei secoli successivi si ridusse progressivamente, fino a divenire del tutto formale. La dipendenza sempre più accentuata del potere imperiale dall'esercito condusse, nel 235 circa, a un periodo di crisi militare e politica, definito dagli storici come anarchia militare.

#### Nerva
Marco Cocceio Nerva fu un aristocratico romano, divenuto poi imperatore. Era figlio di Cocceio Nerva, famoso giureconsulto, e di Sergia Plautilla, figlia del console Popilio Lenate.
Fu l'ultimo imperatore italico sia di nascita che di famiglia. Nerva non aveva seguito l'usuale carriera amministrativa (il cursus honorum), anche se era stato console durante l'impero di Vespasiano nel 71 e con Domiziano nel 90.
Nerva era molto stimato come anziano senatore ed era noto come persona mite e accorta. Alla morte di Domiziano, Nerva acconsentì a divenirne il successore e fu acclamato imperatore in Senato da tutte le classi concordi sul suo nome.
Durante il suo regno, breve ma significativo, apportò un grande cambiamento: il "principato adottivo". Questa riforma prevedeva che l'imperatore in carica in quel momento dovesse decidere, prima della sua morte, il suo successore all'interno del senato. Questo faceva sì che i senatori venissero responsabilizzati.

#### Traiano
|  |  |

Nerva adottò un eminente personaggio militare, Traiano. Durante il suo principato l'impero romano raggiunse la massima estensione territoriale (98-117), grazie alle campagne di conquista contro i Daci di Decebalo (101-106), ed a quelle contro i Parti (114-117), con la creazione di cinque nuove province, una in Occidente (Dacia) e quattro in Oriente (Arabia, Armenia, Mesopotamia e Assiria).
Traiano si dedicò anche alla costruzione di numerose opere pubbliche, tra cui spiccano il porto di Traiano ad Ostia ed il Foro imperiale a Roma. Egli infatti predispose un piano regolatore per Roma, dove furono innalzati un nuovo foro con annesso un ampio mercato, opere ideate dall'architetto Apollodoro di Damasco. Furono costruiti inoltre un arco di trionfo, la basilica Ulpia, con ai lati due biblioteche (greca e latina), oltre ad una colonna celebrativa, sulla quale sono rappresentate le vicende della conquista della Dacia. Importante al di fuori della città di Roma fu la costruzione della via Traiana che rappresentava una valida alternativa alla via Appia. Essa partiva da Benevento e passava per Canosa di Puglia, Bitonto ed Egnazia, fino a Brindisi. Sempre nell'ottica di migliorare le comunicazioni con l'Oriente, Traiano ordinò l'ampliamento del porto di Ancona.
Per il resto della storia dell'impero romano e per buona parte di quella dell'impero bizantino, ogni nuovo Imperatore dopo Traiano veniva salutato dal Senato con l'augurio: possa tu essere più fortunato di Augusto e migliore di Traiano (Felicior Augusto, melior Traiano!). In epoca medievale, si diffuse la leggenda secondo la quale papa Gregorio Magno, colpito dalla bontà dell'Imperatore, avrebbe ottenuto da Dio la resurrezione di lui per il tempo necessario ad impartirgli il battesimo. Dante riporta questa leggenda nella Divina Commedia, ponendo Traiano in Paradiso, nel Cielo di Giove, e precisamente fra i sei spiriti giusti che formano l'occhio della mistica aquila.

#### Adriano
A Traiano succedette Adriano (117-138). Egli accrebbe i poteri del principe rispetto a quelli del senato ed unificò la legislazione dell'impero. Negli anni del suo regno vi fu un periodo di pace, turbata esclusivamente dalla terza rivolta giudaica (132-135). Il regno di Adriano fu caratterizzato da una generale pausa nelle operazioni militari. Egli abbandonò le conquiste di Traiano in Mesopotamia, considerandole giustamente indifendibili, a causa dell'immane sforzo logistico necessario per far giungere rifornimenti a quelle latitudini. La politica di Adriano fu tesa a tracciare confini controllabili a costi sostenibili. Le frontiere più turbolente furono rinforzate con opere di fortificazione permanenti, la più famosa delle quali è il possente Vallo di Adriano in Gran Bretagna. Oltre a questa potenziò i confini tra Germania superiore e Rezia.
Il suo principato fu caratterizzato soprattutto per i suoi viaggi, nei quali percorse tutto l'impero, non si occupò solo di questioni legate alla difesa dei confini ma anche di esigenze amministrative, edificazioni di edifici pubblici e, più in generale, di cercare di migliorare lo standard di vita delle province.
Al contrario di altri imperatori, che governarono l'impero senza muoversi praticamente mai, Adriano scelse un metodo di conoscenza diretta derivante dal ritenere ormai in atto un consolidamento della situazione interna, in quanto allontanarsi dalla sede del potere per periodi così prolungati presupponeva una certezza assoluta della tenuta del sistema. Un altro elemento era la curiosità propria del suo carattere e la propensione per i viaggi che lo accompagnò tutta la vita.
Adriano protesse notevolmente l'arte essendo egli stesso un fine intellettuale, amante delle arti figurative, della poesia e della letteratura. Anche l'architettura lo appassionava molto e durante il suo principato si adoperò per dare un'impronta stilistica personale agli edifici via via edificati. Villa Adriana a Tivoli fu l'esempio più notevole di una dimora immensa costruita con passione, intesa come luogo della memoria, intessuto di citazioni architettoniche e paesaggistiche, di riproduzioni, su varia scala, di luoghi come il Pecile ateniese o Canopo in Egitto.
Anche a Roma il Pantheon, costruito da Agrippa, fu re-instaurato, edificato nuovamente, sotto Adriano e con la forma definitiva che tuttora conserva (non fu semplicemente restaurato). La città fu inoltre ulteriormente arricchita di templi, come il tempio di Venere e Roma e di edifici pubblici. Sembra che spesso l'imperatore in persona mettesse mano ai progetti il che, secondo Cassio Dione Cocceiano, portò ad un conflitto con Apollodoro di Damasco, architetto di corte ufficialmente investito dell'incarico progettuale.

### Antonini (138-193)

#### Antonino Pio
| \| Antonino Pio: sesterzio[13] \| Antonino Pio: sesterzio[13] \| \| ------------------------------------------------------------- \| -------------------------------------------------------------------------------------------------------------------------- \| \| \| \| \| ANTONINUS AVG PI US P P TR P COS III, testa laureata a destra \| REX ARMENIIS DATVS, Antonino Pio che in piedi sulla destra tiene una corona sulla testa del re d'Armenia (sulla sinistra). \| \| 30 mm, 26,62 g, coniato nel 141/143. \| \| | |
| Antonino Pio: sesterzio | |
| | |
| ANTONINUS AVG PI US P P TR P COS III, testa laureata a destra | REX ARMENIIS DATVS, Antonino Pio che in piedi sulla destra tiene una corona sulla testa del re d'Armenia (sulla sinistra). |
| 30 mm, 26,62 g, coniato nel 141/143. | |

Antonino Pio (138-161), capostipite della Dinastia degli Antonini, continuò la politica pacifica del predecessore, fu un saggio amministratore e riconfermò al senato le prerogative passate, tanto da meritarsi l'appellativo di Pio.
Fu adottato da Adriano il 25 febbraio 138, ricevendo la potestà tribunizia e l'imperium. In cambio Adriano gli impose di adottare a sua volta, Marco Aurelio e Lucio Vero, i futuri imperatori. Uno dei primi atti ufficiali di governo (acta) fu la divinizzazione del suo predecessore, alla quale si oppose fieramente tutto il senato, che non aveva dimenticato che Adriano aveva diminuito l'autorità dell'assemblea e ne aveva mandato a morte alcuni membri.
Ligio alla religione e agli antichi riti, nel 148 celebrò solennemente il novecentesimo anniversario della fondazione di Roma. Fu anche un ottimo amministratore delle finanze imperiali, lasciando ai suoi successori un patrimonio di oltre due miliardi e mezzo di sesterzi, segno evidente dell'ottima cura con cui resse le redini dello Stato. Continuò l'opera del suo predecessore nel campo dell'edilizia (furono costruiti ponti, strade, acquedotti in tutto l'impero anche se pochi sono i monumenti dell'Urbe da lui fatti costruire che ci sono giunti) e aiutò con la sospensione del tributo dovuto diverse città colpite da calamità varie (incendi: Roma, Narbona, Antiochia, Cartagine, terremoti: Rodi e l'Asia minore). Senza ridurre le spese per le province, aumentò quelle per l'Italia, a differenza del predecessore. Infine c'è da aggiungere che aumentò la distribuzione di sussidi, inaugurata da Traiano, alle orfane italiche, dette "Puellae Faustinianae" dal nome della moglie di Antonino, quando questa morì nel 141.
Notevole fu l'impronta da lui lasciata nel campo del diritto tramite i giureconsulti Vindio Vero, Salvio Valente, Volusio Meciano, Vepio Marcello e Diaboleno. Sotto il suo regno giunse a conclusione e ci fu il riconoscimento giuridico formale della distinzione tra le classi superiori (honestiores) e le altre (humiliores), distinzione espressa nelle diverse pene cui le classi erano soggette. Si nota la tendenza a sottoporre i ceti più umili della società, siano pure cittadini romani, a pene generalmente riservate in età repubblicana agli schiavi.
Riguardo infine alla politica estera vale la pena citare un passo della Historia Augusta secondo la quale:
(Historia Augusta, Vita di Antonino Pio, 9.)
Pose, infine, sul trono dei vicini Quadi, a nord della Pannonia superiore ed inferiore un nuovo re filo-romano.

#### Marco Aurelio e Lucio Vero
Marco Aurelio fu adottato nel 138 dal suocero Antonino Pio che lo nominò erede al trono imperiale. Fu imperatore - assieme a Lucio Vero, suo fratello adottivo essendo stato anch'egli adottato da Antonino Pio - dal 161 sino alla morte, avvenuta per malattia nel 180, a Sirmio (secondo Tertulliano, suo contemporaneo), o presso Vindobona.
Considerato dalla storiografia tradizionale come un sovrano capace e assennato - il quinto dei cosiddetti "buoni imperatori" menzionati da Edward Gibbon - il suo regno fu, tuttavia, funestato da numerosi conflitti bellici, di grandi proporzioni (per forze armate impiegate e relativi gravosi impegni finanziari), come le guerre partiche (dal 161 al 166) e le guerre marcomanniche contro le popolazioni germaniche e sarmatiche lungo i confini settentrionali, che durarono fino alla sua morte (dal 166/167 al 180); oltre a carestie e pestilenze (quest'ultima devastò l'intero impero al punto di ridurne la sua popolazione di almeno un quarto); e la rivolta interna di Avidio Cassio in Oriente. I prodromi della crisi che investì l'impero romano nel III secolo si fecero maggiormente sentire con la successione al trono di Commodo (180-192).
Marco Aurelio è ricordato anche come un importante filosofo stoico, autore dei Colloqui con se stesso (Τὰ εἰς ἑαυτόν nell'originale in greco). Alcuni imperatori successivi utilizzarono il nome "Marco Aurelio" per sottolineare un inesistente legame con Marco Aurelio. Tra questi vi furono: Marco Aurelio Probo, Marco Aurelio Mario, Marco Aurelio Caro e Marco Aurelio Carino.

#### Commodo

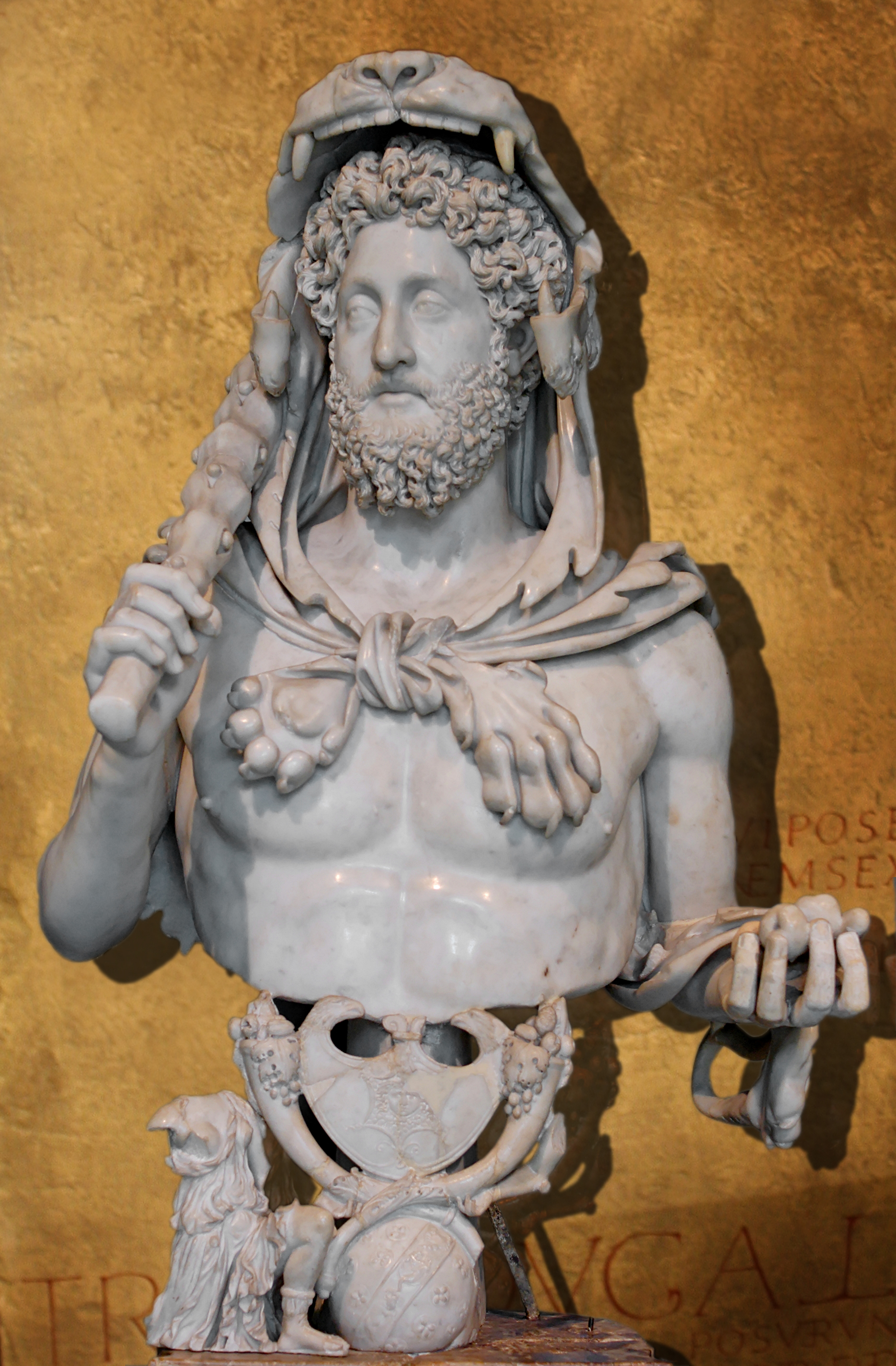
Busto di Commodo-Ercole.

Commodo, figlio di Marco Aurelio, in seguito all'usurpazione di Avidio Cassio, governatore della Siria (nell'aprile del 175), fu dichiarato dal padre co-Augusto. Morto il padre il 17 marzo del 180 a Sirmium, continuò la guerra contro le popolazioni germano-sarmatiche lungo i confini settentrionali. Giunto l'autunno, preferì ritirarsi a Roma, lasciando ai suoi generali il compito di portare a termine i piani paterni, ma abbandonando i territori conquistati della Marcomannia.
Tornato nell'Urbs, cominciò ad incrinare l'equilibrio istituzionale raggiunto e con il suo atteggiamento dispotico favorì il malcontento delle province e dell'aristocrazia. Fu grande appassionato per i combattimenti gladiatori e quelli contro le bestie, al punto da scendere egli stesso nell'arena vestito da gladiatore, come l'Ercole romano. Questo era considerato poco decoroso dal popolo di Roma, che metteva i gladiatori al rango più basso della scala sociale. Ereditò la passione dalla madre, tanto che una leggenda priva di fondamento voleva che non fosse figlio di Marco Aurelio ma di un gladiatore. Nel 190, una parte della città di Roma fu distrutta da un incendio, e Commodo colse l'opportunità per "rifondarla", chiamandola in suo onore Colonia Commodiana (come avrebbe voluto fare Nerone nel 64). Anche i mesi del calendario furono rinominati in suo onore, e perfino al Senato cambiò il nome in Senato della Fortuna Commodiana, mentre l'esercito divenne Esercito commodiano. Il suo assassinio il 31 dicembre del 192 diede inizio ad un periodo di guerre civili.

### Severi (193-235)
Dopo la morte di Commodo divenne ormai evidente come gli aspiranti imperatori dovevano passare attraverso il consenso militare più che quello del Senato. I pretendenti alla più alta carica erano di due tipi: italici, cioè persone che fino ad allora avevano formato la classe dirigente e senatoria dell'impero e che cercavano il consenso dell'esercito attraverso forti donazioni; oppure militari provenienti dalle zone periferiche e che durante la loro carriera avevano già guadagnato il consenso delle legioni che guidavano.
Nel 192 riuscì ad acquistare il titolo di imperatore Pertinace. Tre mesi dopo Didio Giuliano riuscì a farlo eliminare dai pretoriani in cambio di forti donazioni. Intanto dalle province arrivavano gli eserciti di Clodio Albino, Pescennio Nigro e Settimio Severo, tre militari che aspiravano a prendere il posto di Giuliano. Sarà Severo, fondatore di una nuova dinastia, a essere nominato nuovo imperatore dal Senato.

#### Settimio Severo
Settimio Severo, il primo imperatore di origine provinciale (africana), passò i primi quattro anni di regno a combattere gli altri aspiranti al trono imperiale (Didio Giuliano, Pescennio Nigro e Clodio Albino). A Severo si deve l'inizio della nuova forma di governo chiamata dominato, che si caratterizzava per essere dispotica, tanto che l'imperatore, non più contrastato dai residui delle antiche istituzioni repubblicane, poteva disporre dell'impero come se fosse una proprietà privata, ovvero da padrone e signore, cioè dominus, da cui la definizione di dominatus. Tale forma di governo durò per tutta la dinastia dei Severi e la successiva anarchia militare (193-284), fino al periodo tetrarchico.
I suoi rapporti con il Senato non furono mai buoni. Egli non fu amato, avendo preso il potere con l'aiuto dei militari, e ricambiò apertamente l'ostilità dopo la vittoria su Clodio Albino, ordinando l'esecuzione di 29 senatori accusati di corruzione e cospirazione contro di lui, sostituendoli con suoi favoriti, tra cui molti africani e siriani. Inoltre attribuì e ampliò i poteri degli ufficiali dell'esercito investendoli anche di cariche pubbliche che erano solitamente appannaggio del senato (tra cui il praefectus Mesopotamiae). Utilizzò i proventi della vendita delle terre confiscate agli avversari politici per creare una cassa imperiale privata, il fiscus, ben distinto dall'aerarium che era la cassa dello Stato. Egli inoltre sciolse la guardia Pretoriana, fino ad allora reclutata per lo più in Italia e in piccola parte nelle province più romanizzate, e la ricostituì con truppe a lui fedeli, tratte dal contingente danubiano.
Tentò di ridare autorità all'impero organizzando una spedizione contro i Parti dove raggiunse la stessa capitale Ctesifonte e diede ai provinciali posti di rilievo nella burocrazia imperiale. Morì nel 211 nel tentativo di occupare l'intera isola della Britannia.

#### Caracalla
|  |  |

Caracalla succedette nel 211 al padre, Severo, assieme al fratello Geta, ma, poiché non era disposto a dividerne il potere imperiale, lo uccise nel dicembre di quello stesso anno, grazie anche al sostegno "corrotto" dei pretoriani. Subito dopo si accanì contro i sostenitori del fratello ucciso e arrivò ad eliminare 20.000 alessandrini. L'anno successivo (nel 212), egli promulgò la Constitutio antoniniana de civitate, l'editto con il quale si estendeva la cittadinanza romana a tutti i sudditi dell'impero, con rare eccezioni. Tra i vari motivi di tale decisione vi fu sicuramente un'esigenza finanziaria: con tale editto non solo venivano estesi i diritti, ma anche i doveri. Tutti i cittadini romani, infatti, dovevano pagare le tasse per la successione o per la manumissione (l'atto con cui si affrancano gli schiavi). A lui si deve anche la costruzione delle imponenti terme di Caracalla sull'Aventino. Fu negligente anche nella gestione degli affari dello Stato, lasciando la maggior parte della responsabilità a sua madre, Giulia Domna, e affidandole la gestione di tutte le petizioni imperiali e della corrispondenza ufficiale.
Combatté prima lungo il limes germanico-retico contro la confederazione germanica degli Alemanni (nel 212-213). Lo sfondamento del limes costrinse l'imperatore ad accorrere lungo questo settore strategico per arginare una loro invasione. Le vittorie romane che seguirono attribuirono al giovane imperatore l'appellativo di Germanicus maximus, e Alemannicus, anche se sembra che tali successi siano stati "comprati" per ottenere una pace duratura con i barbari, come suggerisce Cassio Dione
Sempre a Caracalla sarebbero da attribuirsi altri successi sulle popolazioni barbare lungo il medio-basso corso del Danubio, come Quadi, Daci liberi, Goti e Carpi nel 214 e nella prima parte del 215. Volendo, infine, inglobare il regno dei Parti, quasi fosse un nuovo Alessandro Magno, chiese in sposa la figlia del re, ma questi rifiutò e così nel 215 partì per combatterli. La spedizione, però, non ebbe fortuna. Fu ucciso nel 217 secondo lo storico Erodiano da un certo Marziale, un ufficiale della guardia del corpo imperiale, poiché voleva vendicare la morte del fratello, condannato da Caracalla.

#### Macrino

Busto di Marco Opellio Macrino.

Nominato da Caracalla Prefetto del pretorio, complottò contro di lui e l'11 aprile 217, dopo la sua uccisione, Macrino si autoproclamò imperatore. Egli fu il primo a divenire imperatore senza essere prima membro del Senato. I primi mesi del suo regno non furono fortunati. Alla notizia della morte di Caracalla, i Parti invasero i territori romani che avevano perduto negli anni precedenti. Pertanto Macrino decise di trattenersi in oriente e lo scontento cominciò a manifestarsi a Roma.
Quello che restava della famiglia imperiale dei Severi, ovvero Giulia Mesa, sorella di Giulia Domna madre di Caracalla, e le figlie Giulia Soemia Bassiana e Giulia Mamea, ricevette l'ordine di lasciare il palazzo imperiale e tornare nel luogo di origine della loro famiglia, in Siria. Mentre Macrino cercava di consolidare il proprio potere, le donne dei Severi cominciarono a complottare in favore del figlio di Giulia Bassiana, Eliogabalo, descritto come figlio naturale ed erede di Caracalla. La ribellione scoppiò apertamente il 15 maggio, e l'8 giugno del 218 le truppe di Macrino furono sconfitte in battaglia. Macrino cercò di organizzare la fuga e inviò il figlio Diadumeniano come ambasciatore alla corte partica mentre egli si diresse verso Roma per ottenere l'appoggio del Senato. Catturato però in Asia Minore, fu giustiziato come un comune usurpatore. Diadumeniano a sua volta subì la stessa sorte ad opera dei Parti, che preferirono evitare un aperto conflitto con la dinastia dei Severi, tornata da poco al potere.

#### Eliogabalo

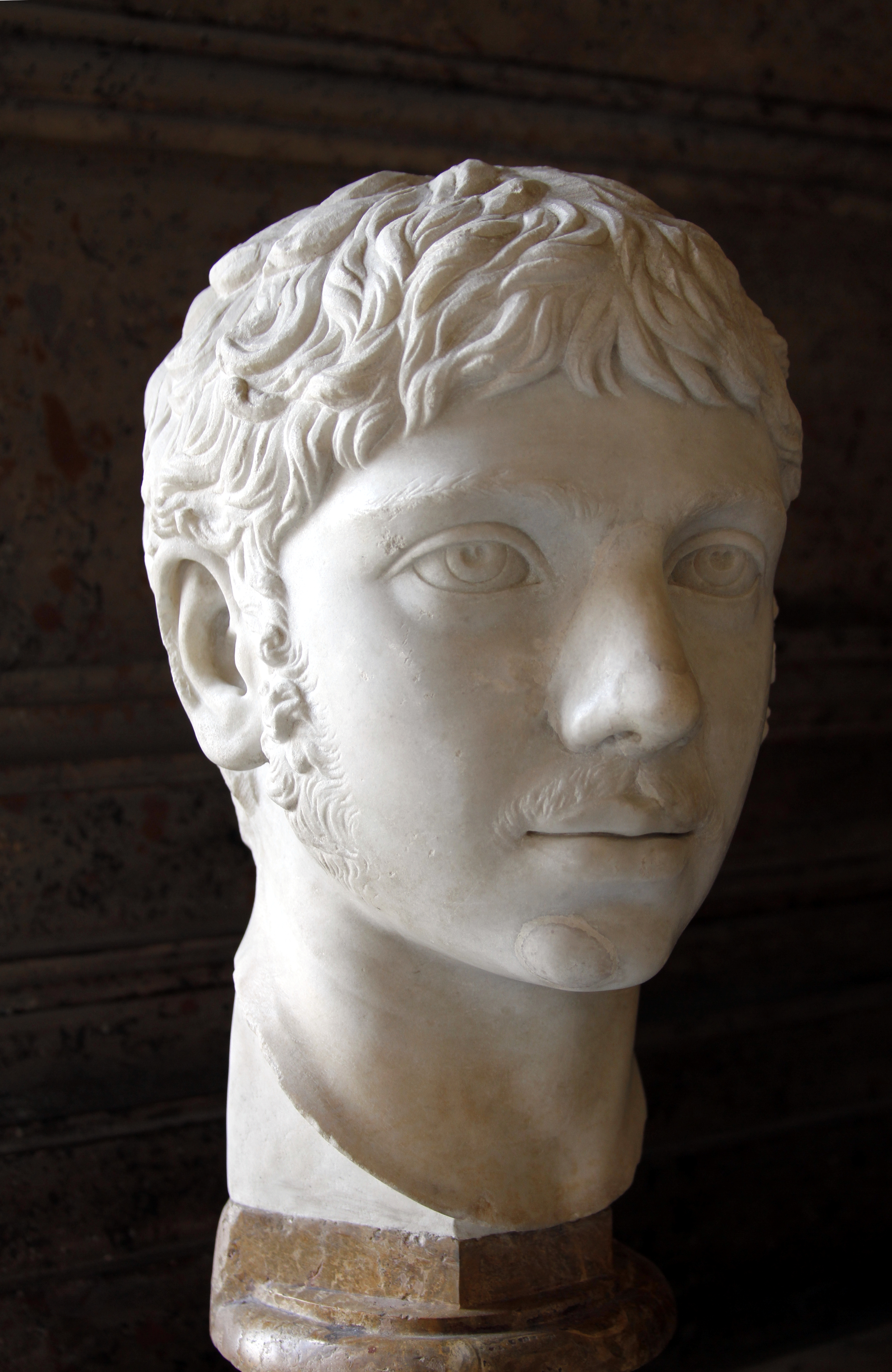
Busto di Eliogabalo.

Succedette a Macrino il quattordicenne Eliogabalo, grazie al sostegno della madre, Giulia Soemia, e della nonna materna, Giulia Mesa, venne acclamato imperatore dalle truppe orientali, in opposizione all'imperatore Macrino, all'età di quattordici anni. Eliogabalo si poneva come continuatore dei Severi, in quanto parente di Settimo e Caracalla. Il regno di Eliogabalo fu fortemente segnato dal suo tentativo di importare il culto solare di Emesa a Roma e dall'opposizione che ebbe questa politica religiosa. Il giovane imperatore siriano, infatti, sovvertì le tradizioni religiose romane, sostituendo a Giove, signore del pantheon romano, la nuova divinità solare del Sol Invictus, che aveva gli stessi attributi del dio solare di Emesa; contrasse anche, in qualità di gran sacerdote di Sol Invictus, un matrimonio con una vergine vestale, che nelle sue intenzioni avrebbe dovuto essere il matrimonio tra il proprio dio e Vesta.
La politica religiosa e i suoi eccessi sessuali gli causarono una crescente opposizione del popolo e del Senato romano che culminò col suo assassinio per mano dalla guardia pretoriana e l'insediamento del cugino Alessandro Severo (nel 222).
Il suo governo gli guadagnò tra i contemporanei una fama di eccentricità, decadenza e fanatismo, probabilmente esagerata dai suoi successori. Questa fama si tramandò anche grazie ai primi storici cristiani, che ne fecero un ritratto ostile. La storiografia moderna ne dipinge un ritratto più articolato, riconducendo il fallimento del suo regno al contrasto tra il conservatorismo romano e la dinamicità del giovane sovrano siriano, alla sua incapacità di scendere a compromessi e alla sua incomprensione della gravità e solennità del ruolo di imperatore. Il suo regno, però, permise alla dinastia severiana di consolidare il proprio controllo dell'impero, permettendo di preparare il terreno per il governo di Alessandro Severo.

#### Alessandro Severo

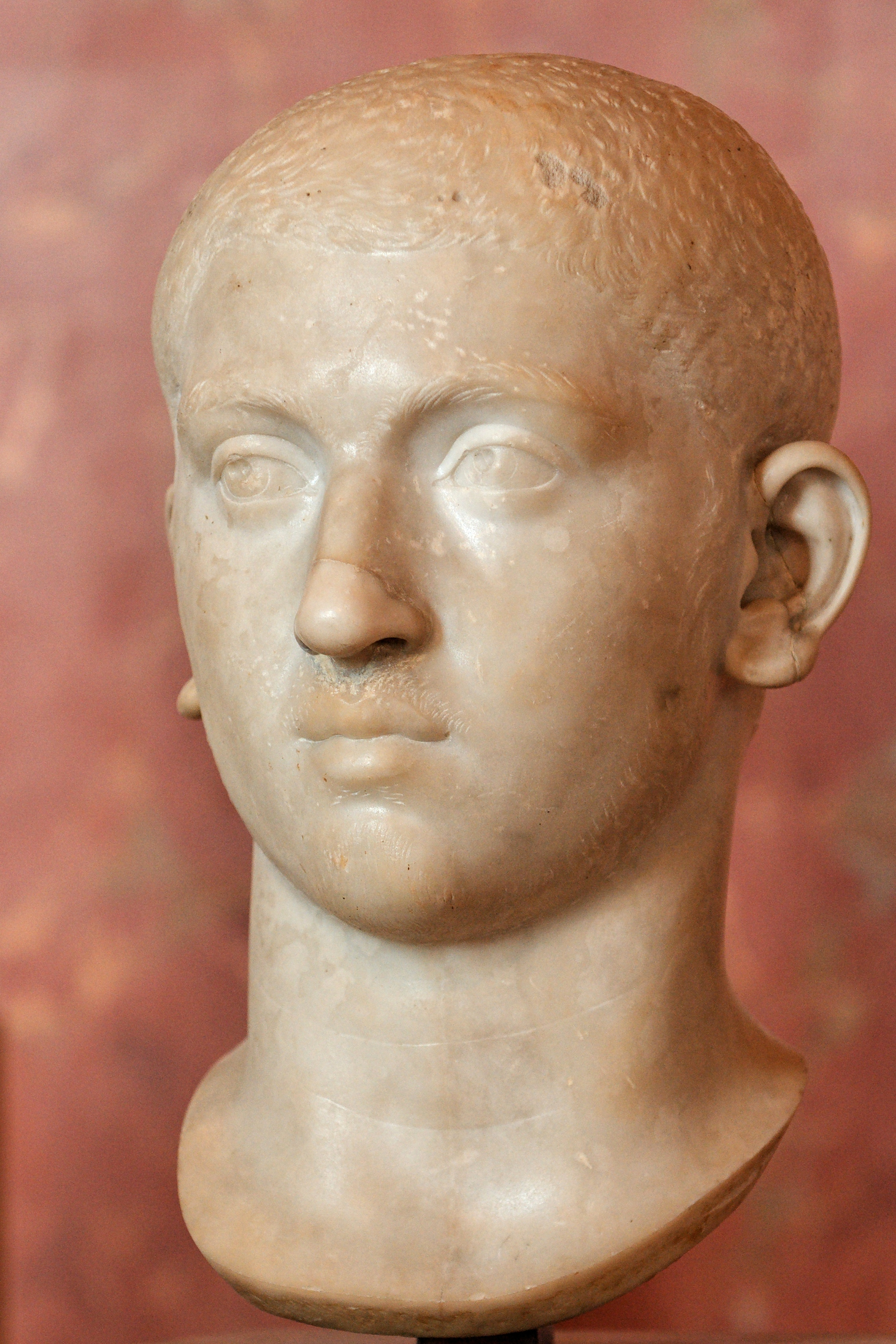
Busto di Alessandro Severo.

Alessandro Severo fu adottato dal cugino e imperatore Eliogabalo (222), che lo nominò cesare e gli fece assumere il nome di Marco Aurelio Alessandro (latino: Marcus Aurelius Alexander); alla morte di Eliogabalo, assassinato dai soldati, Alessandro salì al trono assumendo il nome di Marco Aurelio Severo Alessandro (latino: Marcus Aurelius Severus Alexander).
Data la sua giovane età (salì al trono a tredici anni), il potere fu effettivamente esercitato dalle donne della sua famiglia, la nonna Giulia Mesa e la madre Giulia Mamea. Amato dalla classe senatoriale, cui mostrò sempre rispetto, non riuscì a guadagnarsi il favore dell'esercito. Nel 225 sposò Sallustia Orbiana, figlia del prefetto del pretorio Lucio Seio Sallustio, il quale fu forse elevato al rango di cesare. Nel 227, però, Sallustio fu accusato di aver tentato di assassinare Alessandro e fu messo a morte; Sallustia fu allora esiliata in Libia.
Tra i primi atti del nuovo imperatore vi fu la formazione di un consilium con sedici tra i più eminenti e moderati senatori, tra cui i giuristi Eneo Domizio Ulpiano e Giulio Paolo e lo storico Cassio Dione Cocceiano. Secondo Erodiano, l'imperatore consultava i propri consiglieri su ogni decisione e non prendeva provvedimenti che non avessero ricevuto l'approvazione unanime.
Nell'interesse del popolo, furono istituite agenzie di prestito a basso interesse (4%), e acquistò grano a proprie spese, donandolo cinque volte al popolo.
Ebbe molto rispetto per la religione romana tradizionale, a differenza del cugino e predecessore, mostrando deferenza per i pontefici, per gli auguri e per i quindecemviri sacris faciendis (i custodi dei Libri sibillini, un collegio di cui anche l'imperatore faceva parte). In talune occasioni permise anche che questioni religiose sulle quali si era già espresso fossero riaperte e condotte in maniera differente. Ogni sette giorni, quando era a Roma, saliva al tempio di Giove Capitolino e visitava frequentemente anche gli altri templi. Tra i suoi primi atti di "normalizzazione" dopo gli eccessi del cugino vi fu quello di far rimettere al loro posto nei vari templi tutte le statue d'oro e gli arredi sacri che Eliogabalo aveva fatto raccogliere nell'Elagabalium, il tempio che aveva fatto costruire a Roma al dio El-Gabal. Quando la nonna Giulia Mesa morì, Alessandro la fece divinizzare.
Condusse infine una campagna militare contro i Sasanidi (nel 232) e poi lungo il limes danubiano e renano contro gli Alamanni. E proprio lungo quest'ultimo fronte, a Mogontiacum fu assassinato dai soldati durante i preparativi per una nuova campagna contro le tribù germaniche, poiché stava trattando un accordo col nemico (nel 235): fu succeduto da un generale di origine barbarica e di grandi capacità militari, Massimino Trace.

### Crisi del III secolo e l'anarchia militare (235-284)

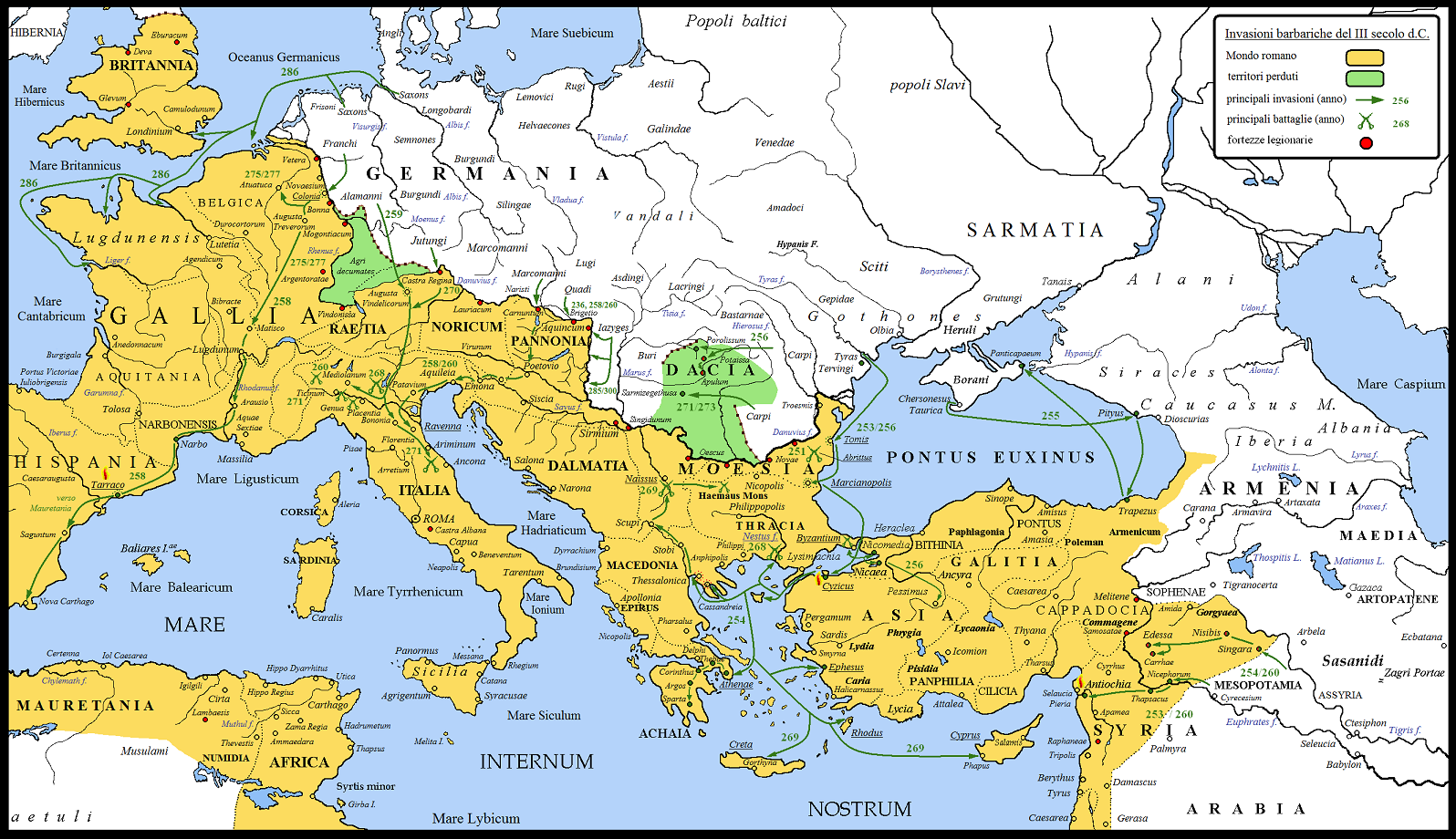
Le principali vie di invasione seguite dalle popolazioni barbariche e rappresentate sulla cartina qui sopra. L'impero romano dovette perdere i territori degli Agri decumates (260 ca.) e la Dacia (256-271).

I cento anni che seguirono la morte di Alessandro Severo videro l'impero assediato dai Barbari a settentrione e dai Sasanidi ad Oriente, con una frequenza ed una forza mai vista prima di allora. Ci fu anche la sconfitta dell'idea di impero maturato durante i primi due secoli, dalla dinastia giulio-claudia a quella antonina. Tale idea si basava sul fatto che l'impero si fondava sulla collaborazione tra l'imperatore, il potere militare e le forze politico-economiche interne. Nei primi due secoli dell'impero la contrapposizione tra poteri politici e potere militare si era mantenuta, anche se pericolosamente (guerre civili), all'interno di un certo equilibrio, garantito anche dalle enormi ricchezze che affluivano allo Stato e ai privati tramite le campagne di conquista. Nel III secolo, però, tutte le energie dello Stato venivano spese non per ampliare, ma per difendere i confini dalle invasioni barbare. Quindi, con l'esaurimento delle conquiste, il peso economico e l'energia politica delle legioni finirono per rovesciarsi all'interno dell'impero invece che all'esterno, con il risultato che l'esercito, che era stato il fattore principale della potenza economica, finì per diventare un peso sempre più schiacciante, mentre la sua prepotenza politica diventava una fonte permanente di anarchia.
Nei quasi cinquant'anni di anarchia militare si succedettero ben 21 imperatori acclamati dall'esercito, quasi tutti morti assassinati. Inoltre, l'impero dovette affrontare contemporaneamente una serie di pericolose incursioni barbariche (Goti, Franchi, Alemanni, Marcomanni) che avevano sfondato il limes renano-danubiano a nord e l'aggressività della dinastia persiana dei Sasanidi, che aveva sostituito i Parti a partire dal 224/226. Solo grazie alla determinazione di una serie di imperatori originari dell'Illirico, l'impero, giunto sull'orlo della disgregazione e del collasso (intorno al 260 era avvenuta anche la secessione di alcune province, in cui si erano formate due entità separate dal governo di Roma: l'impero delle Gallie in Occidente (Gallia, Britannia e Spagna), ed il Regno di Palmira in Oriente (Siria, Cilicia, Arabia, Mesopotamia ed Egitto), riuscì a riprendersi.

#### Da Massimino a Gordiano III (235-244)

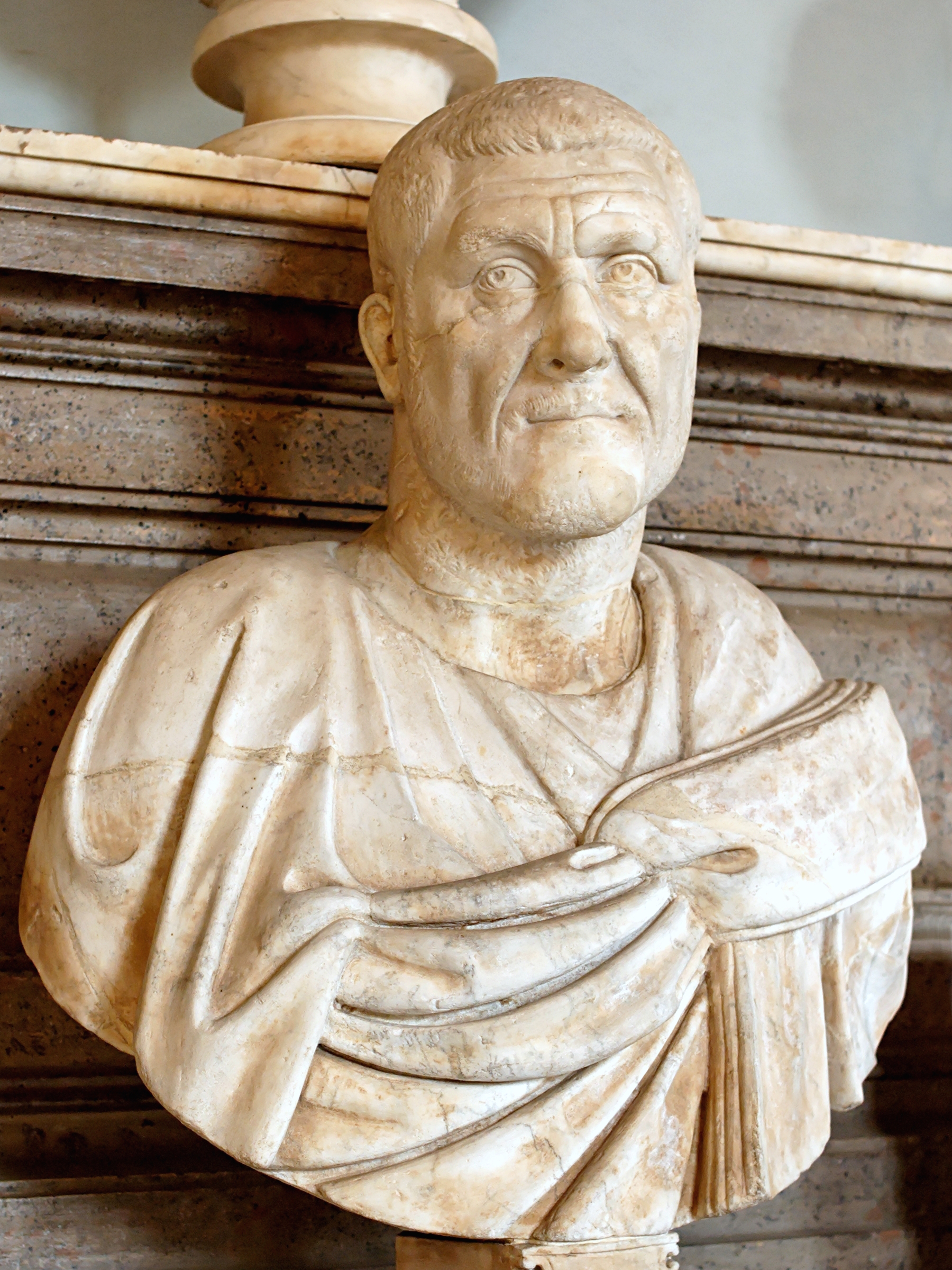
Busto di Massimino Trace.

Nel 235 divenne imperatore Massimino, dopo l'assassinio di Alessandro Severo, ultimo della dinastia dei Severi. Soldato originario della Tracia, fu il primo barbaro a raggiungere la porpora imperiale, essendo nato non ancora cittadino romano. Fu anche il primo imperatore a non aver mai messo piede a Roma, in quanto trascorse l'intera durata del suo regno impegnato in campagne militari (prima contro gli Alemanni, poi contro Sarmati e Daci). Il fatto che la sua carriera fosse legata esclusivamente all'esercito (non si curò nemmeno di comunicare l'elezione al Senato) dimostra come i nobili senatori ed i ricchi finanzieri stessero perdendo il loro potere. Si credeva addirittura che facesse parte di una famiglia dediticia, cioè di quelle famiglie cui anche dopo l'editto di Caracalla non era stata riconosciuta la cittadinanza romana. Il suo regno ebbe però vita breve, giusto il tempo di difendere i confini danubiani.
Nel 238 le province africane (un "feudo" di nobili senatori) si rivoltarono contro la politica fiscale di Massimino, volta a compiacere l'esercito, ed elessero quale loro nuovo imperatore Gordiano I, il quale affiancò alla guida dell'impero il figlio Gordiano II. Entrambi però furono assassinati poco dopo da uomini fedeli a Massimino, tanto che il Senato di Roma decise di eleggerne due di nuovi, formando di fatto una diarchia. Si trattava di Pupieno e Balbino (tardo aprile, inizi di maggio 238). Tuttavia una fazione a Roma preferì il nipote di Gordiano I, Gordiano III, costringendo alla fine i due nuovi Imperatori eletti dal senato a proclamare il giovane Gordiano cesare.

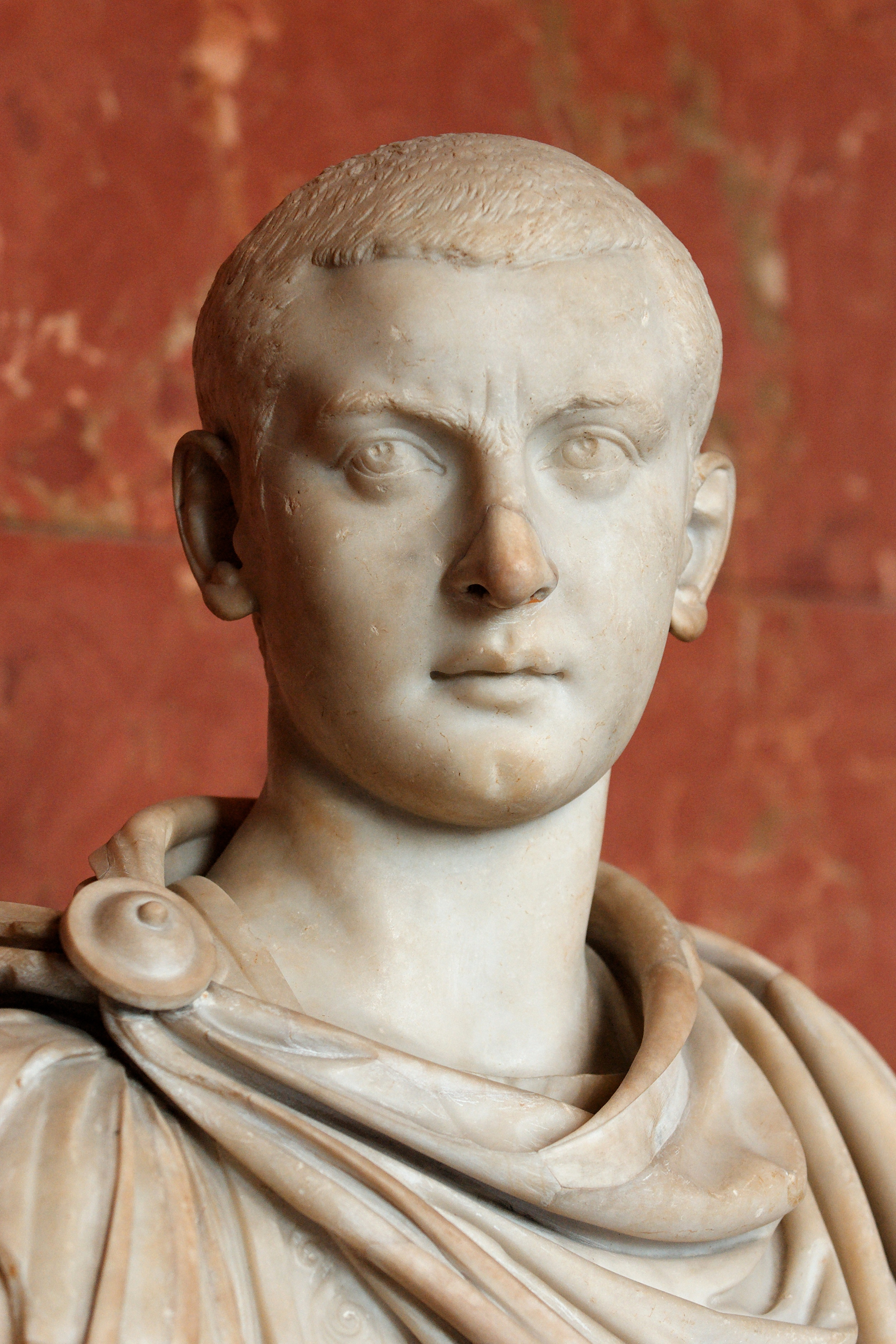
Busto di Gordiano III

I tre avversari di Massimino potevano contare su milizie formate da coscritti e da gruppi di giovani, mentre l'imperatore aveva a propria disposizione un grande esercito che veniva da anni di guerre. Massimino decise allora di marciare rapidamente su Roma per spazzare via i suoi oppositori. Non considerò, però, le difficoltà connesse con l'attraversamento delle Alpi alla fine dell'inverno. Quando l'esercito di Massimino giunse in vista di Aquileia, la città chiuse le porte all'imperatore. Massimino prese allora una decisione a lui fatale: invece di scendere rapidamente sulla capitale con un contingente, mise personalmente sotto assedio la città di Aquileia. Il prolungato assedio, la penuria di viveri e la rigida disciplina imposta dall'imperatore causarono l'ostilità delle truppe verso l'imperatore, tanto da portare la Legio II Parthica ad assassinarlo nel suo accampamento, assieme al figlio Massimo ed ai suoi ministri (10 maggio 238).
Il Senato elesse imperatore il tredicenne Gordiano III e ordinò la damnatio memoriae per Massimino. Poco dopo essere stato nominato imperatore dall'esercito con il consenso del Senato, Gordiano III decise di affrontare l'impero persiano, rinato sotto la nuova dinastia dei Sasanidi. Gordiano III affiancò come proprio consigliere il prefetto Timesiteo, divenuto suo suocero avendone sposato la figlia. Quest'ultimo però morì prematuramente, dopo i primi successi romani contro il nemico orientale. Trovatosi da solo, Gordiano fu sconfitto da Sapore I o più probabilmente ucciso dal nuovo prefetto del pretorio, Giunio Filippo, figlio di un cittadino romano dell'Arabia, che ne prese il posto, trattando poi una resa poco onorevole per l'impero romano con il "re dei re" sasanide.

#### Da Filippo l'arabo a Emiliano (244-253)
La morte improvvisa dell'Imperatore Gordiano, a cui i soldati costruirono presso Circesium un cenotafio (sulla riva dell'Eufrate, in località Zaitha), non sappiamo se in battaglia o per mano del suo successore, il prefetto del Pretorio, Filippo l'Arabo, determinarono il ritiro delle armate romane, una pace giudicata da Zosimo disonorevole e probabilmente la perdita di parte della Mesopotamia e dell'Armenia, sebbene Filippo si sentisse autorizzato a fregiarsi del titolo di Persicus maximus. Le Res gestae divi Saporis, epigrafe propagandistica dell'imperatore sassanide Shapur I, raccontano:
(Res gestae divi Saporis, righe 8-9.)

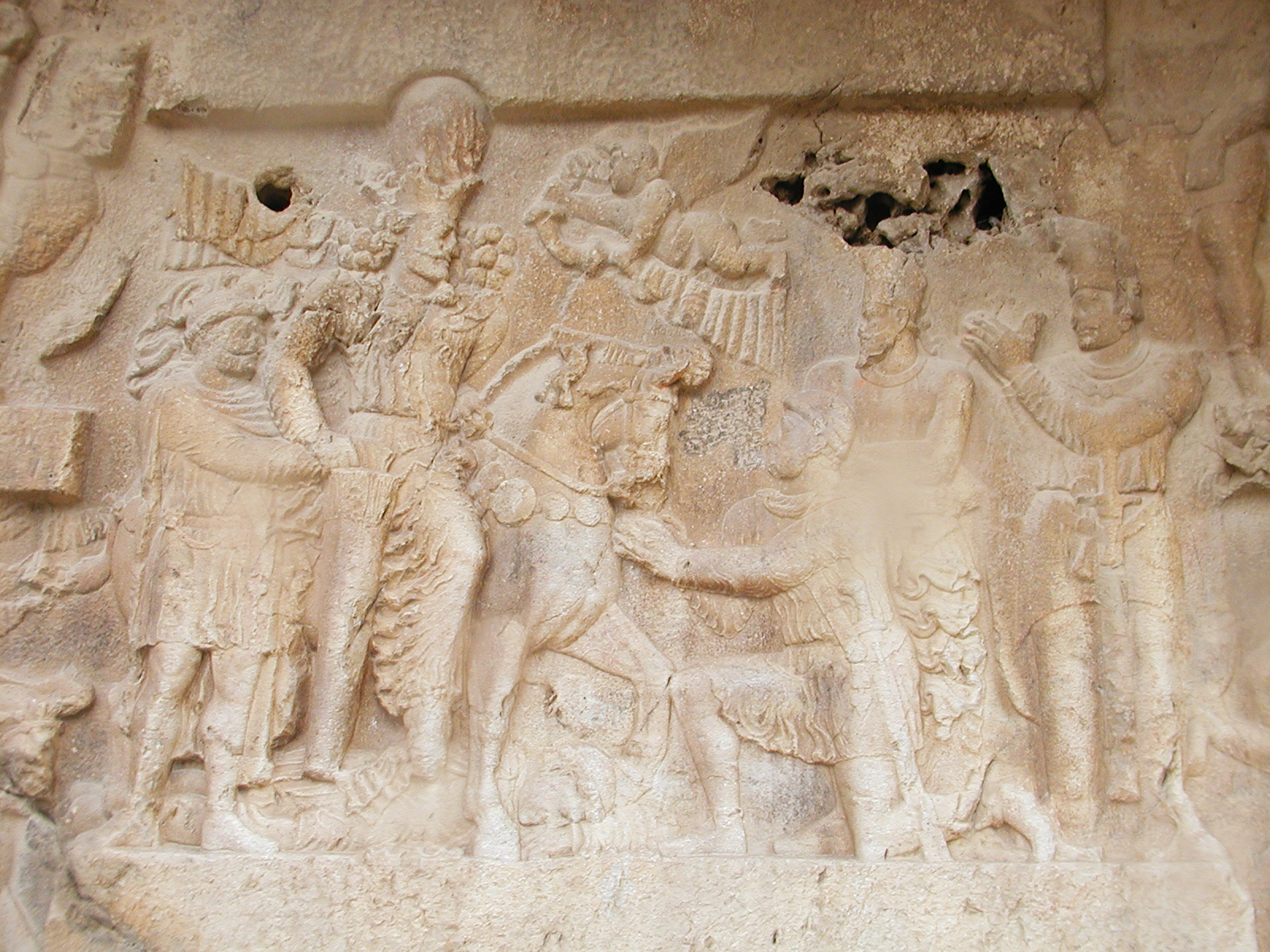
Rilievo a Bishapur celebrante la presunta (e probabilmente falsa) vittoria di Sapore I sui Romani: Gordiano III è calpestato dal cavallo del re sasanide, mentre Filippo l'Arabo (in ginocchio davanti Sapore, che tratta la resa). È invece tenuto stretto da Sapore l'imperatore Valeriano, catturato dalle armate sasanidi nel 260.

L'Oriente romano fu, quindi, affidato da Filippo al fratello, Gaio Giulio Prisco, nominato Rector Orientis, mentre la linea difensiva in Mesopotamia/Osroene era riorganizzata attorno alle città/roccaforti di Nisibis, Circesium e Resaina. Vi è da aggiungere che l'alterna fase dell'anarchia militare in cui per circa un cinquantennio versò l'impero romano, determinarono non pochi vantaggi a favore del nascente impero sasanide, che non si lasciò sfuggire l'occasione di sorprendenti rivincite, fino ad occupare la stessa Antiochia di Siria nel 252 e nel 260.
Poco dopo Filippo decise di muovere alla volta del Danubio, dove respinse un'incursione di Carpi. Egli fu anche ricordato per aver celebrato, nel 248, i giochi e gli spettacoli per i mille anni della fondazione di Roma. L'imperatore (paradossalmente un "non-romano") predispose che tale festività dovesse essere celebrata con giochi grandiosi (lotte gladiatorie ed esibizioni di animali esotici) per dimostrare, ancora una volta, la forza e la grandezza dell'impero romano.
Nel 249 il generale Decio, che l'anno precedente aveva fermato l'invasione dei Carpi, venne proclamato imperatore dalle armate pannonico-mesiche, si diresse in Italia, portando con sé buona parte delle truppe di confine, e presso Verona riuscì a battere l'esercito di Filippo l'Arabo, che morì insieme a suo figlio. Ma l'aver sguarnito le difese dell'area balcanica permise, ancora una volta, a Goti e Carpi di riversarsi nelle province di Dacia, Mesia inferiore e Tracia. Sembra infatti che i Goti, una volta passato il Danubio ghiacciato, si divisero in due colonne di marcia. La prima orda si spinse in Tracia fino a Filippopoli (l'odierna Plovdiv), dove assediarono il governatore Tito Giulio Prisco; la seconda, più numerosa (si parla di ben settantamila uomini) e comandata da Cniva, si spinse in Mesia inferiore, fino sotto le mura di Novae. Decio avviò una feroce repressione verso i cristiani: questo soprattutto per una politica di rafforzamento dell'autorità imperiale attraverso il culto dell'Imperatore, collante fondamentale per un impero che stava crollando.

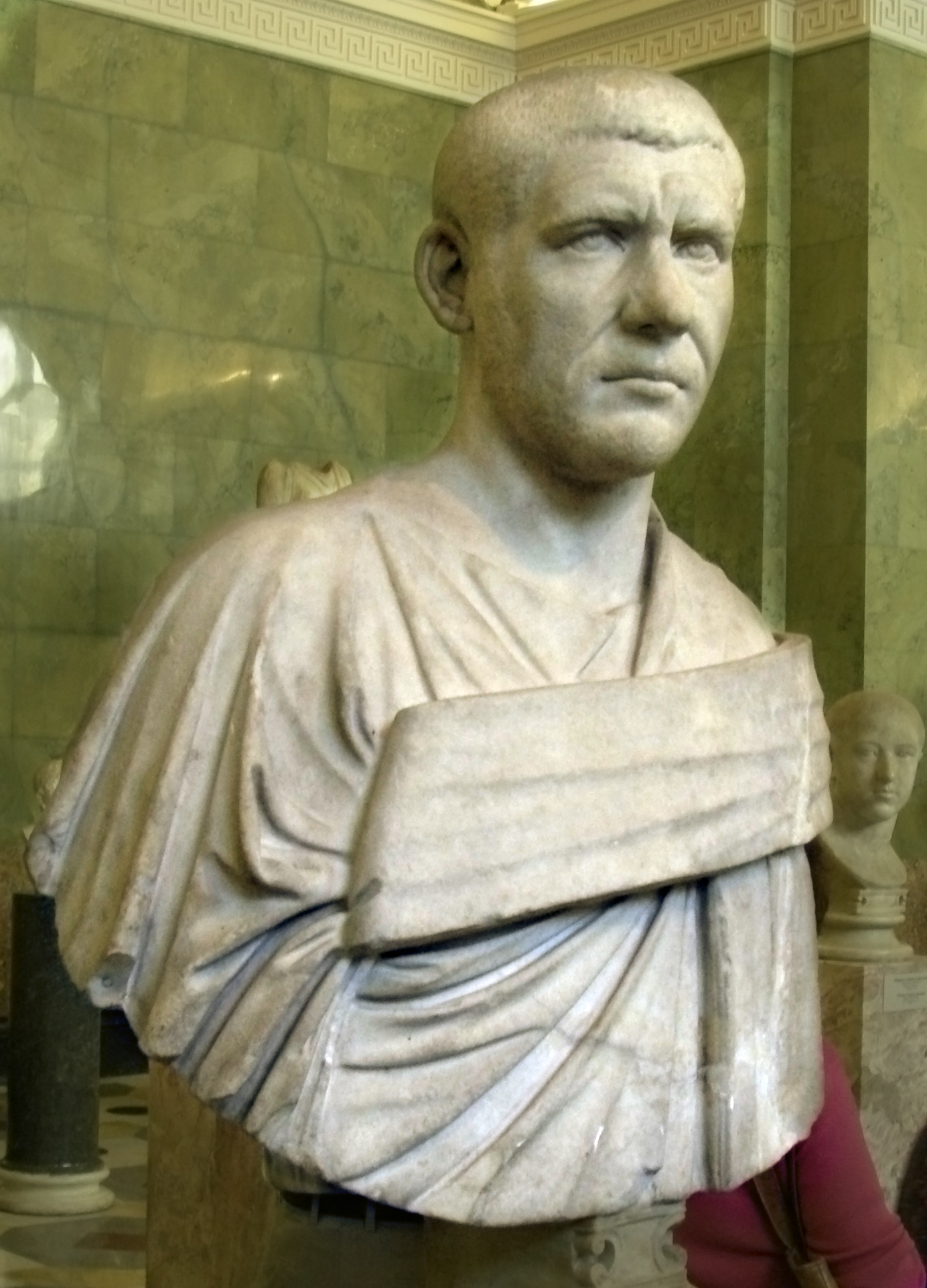
Busto di Filippo l'Arabo.

Nel 250 Decio fu costretto a fare ritorno sulla frontiera del basso Danubio, per affrontare l'invasione compiuta l'anno precedente dei Goti di Cniva. Si trattava di un'orda di dimensioni fino ad allora mai viste, coordinata inoltre con i Carpi che assalirono la provincia di Dacia. Cniva, respinto da Treboniano Gallo presso Novae, condusse le sue armate sotto le mura di Nicopoli. L'imperatore era deciso a sbarrare la strada del ritorno ai Goti in Tracia e ad annientarli. Decio, però, subì una cocente sconfitta presso Beroe Augusta Traiana (l'attuale Stara Zagora). La sconfitta inflitta a Decio fu tanto pesante da impedire all'imperatore non solo la prosecuzione della campagna, ma soprattutto la possibilità di salvare Filippopoli che, caduta in mano ai Goti, fu saccheggiata e data alle fiamme. Al principio del 251 la monetazione imperiale celebrò una nuova "vittoria germanica", in seguito alla quale Erennio Etrusco fu proclamato augusto insieme al padre Decio. Ma ancora i Goti, riuscirono a battere Decio nei pressi di Abrittus, in Dobrugia, uccidendo persino l'imperatore ed il figlio maggiore, Erennio Etrusco. Era la prima volta che un imperatore romano cadeva in battaglia contro un nemico straniero. Rimase allora imperatore il figlio minore, Ostiliano, il quale fu a sua volta adottato dall'allora legato delle due Mesie, Treboniano Gallo, a sua volta acclamato imperatore in quello stesso mese. Gallo, accorso sul luogo della battaglia, concluse una pace poco favorevole con i Goti di Cniva: non solo permise loro di tenersi il bottino, ma anche i prigionieri catturati a Filippopoli, molti dei quali di ricche famiglie nobili. Inoltre, furono loro garantiti sussidi annui, dietro alla promessa di non rimettere più piede sul suolo romano.
Due anni più tardi, nel 253, una nuova ondata di Goti, Borani, Carpi ed Eruli portò distruzione fino a Pessinunte ed Efeso via mare, e poi via terra fino ai territori della Cappadocia. E mentre Emiliano, allora governatore della Mesia inferiore, era costretto a ripulire i territori romani a sud del Danubio dalle orde dei barbari, scontrandosi vittoriosamente ancora una volta con il capo dei Goti, Cniva (primavera del 253) e ottenendo grazie a questi successi il titolo di imperatore, ne approfittarono le armate dei Sasanidi di Sapore I, che provocarono un contemporaneo sfondamento del fronte orientale, penetrando in Mesopotamia e Siria fino ad occupare la stessa Antiochia. Poco più tardi, anche Gallo morì assassinato dal suo luogotenente Emiliano, in Mesia. Nel frattempo Valeriano (governatore della Rezia), venuto a conoscenza della morte di Treboniano, si dichiarò imperatore e scese in Italia contro Emiliano con l'esercito renano. Nel tardo luglio/metà settembre 253 gli eserciti di Valeriano ed Emiliano si scontrarono, ma i soldati di Emiliano decisero di abbandonarlo e lo uccisero vicino non molto lontano da Spoleto o Narni.

#### La diarchia di Valeriano e Gallieno (253-268)
È in queste circostanze che fu elevato alla porpora Valeriano (22 ottobre del 253). Il Senato romano ratificò la nomina ad Imperatore delle truppe di Rezia. E così successe ad Emiliano. Le continue invasioni a settentrione ed in Oriente costrinsero il nuovo imperatore a spartire con il figlio Gallieno (253-268) l'amministrazione dello Stato romano, affidando a quest'ultimo la parte occidentale e riservando per sé quella orientale, come in passato era già avvenuto con Marco Aurelio e Lucio Vero (161-169).
Partito per il fronte orientale, riuscì a cacciare i Sasanidi dai territori imperiali, riconquistando Antiochia che era stata assediata e poi conquistata, per poi concentrarsi nella riorganizzazione dell'intero limes orientale negli anni successivi. Dovette però disporre ogni possibile resistenza contro i Barbari da settentrione, attraverso i suoi generali, quando dal 254 al 256 nuove incursioni di Goti devastarono buona parte dei territori di Tracia, Macedonia e Ponto, generando il panico negli abitanti dell'Acaia, tanto da disporre di ricostruire le antiche mura di Atene e di molte altre città del Peloponneso. Il punto più basso si raggiunse nel 260, quando Valeriano fu sconfitto in battaglia e preso prigioniero dai Sasanidi, morendo in prigionia senza che fosse possibile intraprendere una spedizione militare per liberarlo.
Come conseguenza di questa grave sconfitta l'impero subì una scissione in tre parti per quasi quindici anni, che però ne permisero la sopravvivenza: ad Occidente l'impero delle Gallie, retto dagli usurpatori come Postumo (260-268), Leliano (268), Marco Aurelio Mario (268-269), Vittorino (269-271), Domiziano II (271) e Tetrico (271-274); mentre ad Oriente il Regno di Palmira, dove si alternarono prima Settimio Odenato, nominato da Gallieno corrector totius Orientis, dal 262, poi il figlio Vaballato insieme alla madre Zenobia fino al 272. Scrive Eutropio:
(Eutropio, Breviarium ab urbe condita, 9, 11.)
Aggiungiamo che gli "imperatori delle Gallie" non solo formarono un proprio Senato presso il loro maggiore centro di Augusta Treverorum e attribuirono i classici titoli di console, Pontefice massimo o tribuno della plebe ai loro magistrati nel nome di Roma aeterna, ma assunsero anche la normale titolatura imperiale, coniando monete presso la zecca di Lugdunum, aspirando all'unità con Roma e, cosa ben più importante, non pensando mai di marciare contro gli imperatori cosiddetti "legittimi" (come Gallieno, Claudio il Gotico, Quintillo o Aureliano), che regnavano su Roma (vale a dire coloro che governavano l'Italia, le province africane occidentali fino alla Tripolitania, le province danubiane e dell'area balcaniche). Essi, al contrario, sentivano di dover difendere i confini renani ed il litorale gallico dagli attacchi delle popolazioni germaniche di Franchi, Sassoni ed Alemanni. L'Imperium Galliarum risultò, pertanto, una delle tre aree territoriali che permise di conservare a Roma la sua parte occidentale.
Gallieno, divenuto unico imperatore nella parte centrale dell'impero, dovette chiedere aiuto in Oriente al sovrano di Palmira, Settimio Odenato, lasciando a quest'ultimo una specie di sovranità sulla parte orientale dell'impero, attribuendogli il titolo di Dux Orientis, che ne causò la secessione alla morte dei due sovrani (nel 268). In campo militare Gallieno affidò il comando delle legioni, non più all'ordine senatorio (legatus legionis), ma a quello equestre (praefectus legionis). Gallieno morì assassinato nel 268 da ufficiali illirici.
E se da un lato l'impero romano sembra abbia attraversato, sotto Gallieno uno dei periodi più "bui" della sua storia, questo imperatore rappresentò il punto di svolta nel tragico periodo della crisi del III secolo, che era seguito alla dinastia dei Severi. Non è un caso che proprio Gallieno sia stato il primo a regnare per quindici anni (sette con il padre ed otto da solo), cosa assai rara se si considera il primo periodo dell'anarchia militare (dal 235 al 253). Era, infatti, dai tempi di Settimio Severo (193-211) che un Imperatore romano non regnava tanto a lungo.
Oggi la critica moderna sembra rivalutarne il suo operato, nel tentativo di salvare almeno il "cuore-centrale" dell'impero romano, creando quindi le basi per una riunificazione territoriale, avvenuta, poco dopo, con gli imperatori illirici (268-282). Gallieno, infatti, pose le prime basi per un periodo di ripresa, riconquista e restaurazione che sfociò nel periodo tetrarchico di Diocleziano (284-306).

#### Gli imperatori illirici (268-284)

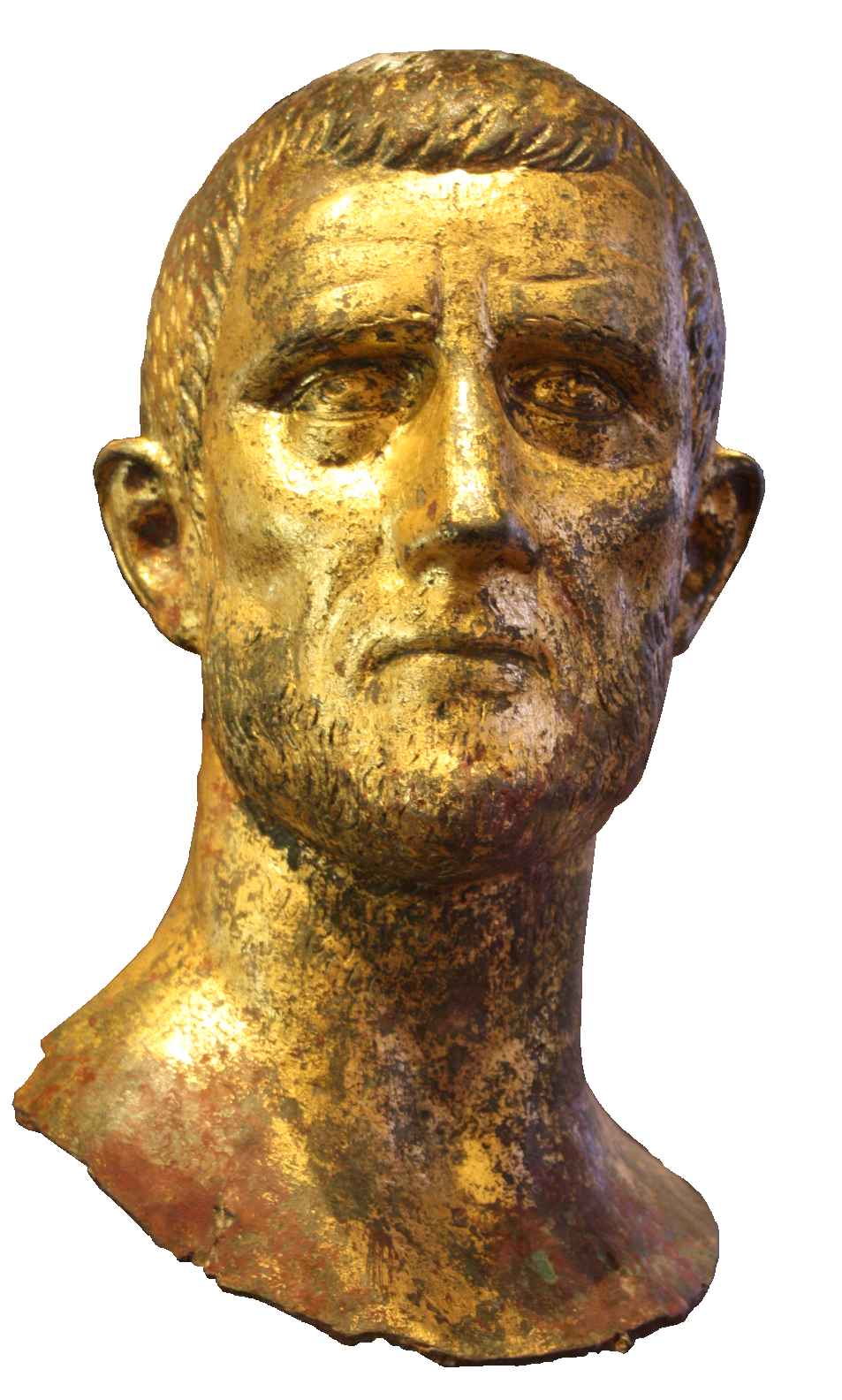
Testa in bronzo dorato di Aureliano (o di Claudio il Gotico?), Museo di Santa Giulia, Brescia.

Nel 268 venne eletto imperatore, ancora una volta, un militare di carriera: Claudio detto il Gotico, di origine illirica. Regnò per un periodo di un solo anno e nove mesi, troppo breve per poter porre in atto riforme in campo militare, finanziario e sociale. Fu il primo di un gruppo di imperatori illirici che nel III secolo cercarono di risolvere i gravi problemi dell'impero. Gli ottimi rapporti che ebbe con il senato di Roma, che trovarono il fondamento principale nella gratitudine della Curia romana per l'eliminazione di Gallieno, si manifestarono anche dopo la morte di Claudio con l'elezione ad Augusto del fratello Quintillo. Arginò le incursioni gotiche iniziate sotto il predecessore, Gallieno, e portò a termine la guerra contro questa coalizione di genti barbare, meritandosi il titolo di Gothicus Maximus Morì a Sirmio in seguito a una nuova epidemia di peste scoppiata tra le file del suo esercito (luglio/agosto del 270).
A Claudio, quindi, successe Aureliano. Intanto i due regni di Gallia e Palmira erano passati rispettivamente a Pio Tetrico e a Zenobia. Primo obiettivo di Aureliano fu la riconquista di Palmira, che avvenne tra il 271 e il 273. Tornando in Occidente riconquisterà anche il regno gallico, riunificando l'impero romano e guadagnandosi il titolo di restitutor orbis. Gli successe Marco Claudio Tacito, imperatore dal 275 al 276. Nel 276 divenne imperatore Marco Annio Floriano, ma per pochissimo tempo. Di rilievo furono: Marco Aurelio Probo, imperatore dal 276 al 282 che si fece notare per aver sconfitto ripetutamente i barbari sul Reno e il Danubio, Marco Aurelio Caro imperatore dal 282 al 283, Numeriano e Carino.
Numeriano fu imperatore dal 283 al 284. Riuscì a dare vita ad un brevissimo periodo di recupero economico e culturale, inaugurando più di 50 giorni di festività un po' dappertutto nell'impero, da Nimes a Roma, da Olympia ad Antiochia. Carino fu imperatore dal 284 al 285.

## Conseguenze
La crisi si arrestò solo con una serie di imperatori che provenivano dai ranghi militari delle province illiriche, a partire da Claudio il Gotico, i quali riuscirono nell'impresa di riunificare l'impero, respingendo i continui attacchi dei barbari lungo il fronte Reno-danubiano, fino ad approdare alla riforma tetrarchica di Diocleziano nel 284, che permise la prosecuzione dell'impero romano d'Occidente per altri due secoli e di oltre un millennio dell'impero romano d'Oriente (o impero bizantino).
Il prezzo da pagare per la sopravvivenza dell'impero fu però molto alto: l'abbandono dei cosiddetti Agri decumates sotto Gallieno (attorno al 260) e della provincia delle Tre Dacie sotto Aureliano (271 circa), oltre alla perdita seppure temporanea della provincia di Mesopotamia, rioccupata solo con Galerio verso la fine del III secolo.